# Мат Легаля
|   | a | b | c | d | e | f | g | h |   |
| - | --- | --- | --- | --- | --- | --- | --- | --- | - |
| 8 | a8 чёрная ладья · d8 чёрный ферзь · f8 чёрный слон · g8 чёрный конь · h8 чёрная ладья · a7 чёрная пешка · b7 чёрная пешка · c7 чёрная пешка · e7 чёрный король · f7 белый слон · g7 чёрная пешка · h7 чёрная пешка · c6 чёрный конь · d6 чёрная пешка · d5 белый конь · e5 белый конь · e4 белая пешка · a2 белая пешка · b2 белая пешка · c2 белая пешка · d2 белая пешка · f2 белая пешка · g2 белая пешка · h2 белая пешка · c1 белый слон · d1 чёрный слон · e1 белый король · h1 белая ладья | a8 чёрная ладья · d8 чёрный ферзь · f8 чёрный слон · g8 чёрный конь · h8 чёрная ладья · a7 чёрная пешка · b7 чёрная пешка · c7 чёрная пешка · e7 чёрный король · f7 белый слон · g7 чёрная пешка · h7 чёрная пешка · c6 чёрный конь · d6 чёрная пешка · d5 белый конь · e5 белый конь · e4 белая пешка · a2 белая пешка · b2 белая пешка · c2 белая пешка · d2 белая пешка · f2 белая пешка · g2 белая пешка · h2 белая пешка · c1 белый слон · d1 чёрный слон · e1 белый король · h1 белая ладья | a8 чёрная ладья · d8 чёрный ферзь · f8 чёрный слон · g8 чёрный конь · h8 чёрная ладья · a7 чёрная пешка · b7 чёрная пешка · c7 чёрная пешка · e7 чёрный король · f7 белый слон · g7 чёрная пешка · h7 чёрная пешка · c6 чёрный конь · d6 чёрная пешка · d5 белый конь · e5 белый конь · e4 белая пешка · a2 белая пешка · b2 белая пешка · c2 белая пешка · d2 белая пешка · f2 белая пешка · g2 белая пешка · h2 белая пешка · c1 белый слон · d1 чёрный слон · e1 белый король · h1 белая ладья | a8 чёрная ладья · d8 чёрный ферзь · f8 чёрный слон · g8 чёрный конь · h8 чёрная ладья · a7 чёрная пешка · b7 чёрная пешка · c7 чёрная пешка · e7 чёрный король · f7 белый слон · g7 чёрная пешка · h7 чёрная пешка · c6 чёрный конь · d6 чёрная пешка · d5 белый конь · e5 белый конь · e4 белая пешка · a2 белая пешка · b2 белая пешка · c2 белая пешка · d2 белая пешка · f2 белая пешка · g2 белая пешка · h2 белая пешка · c1 белый слон · d1 чёрный слон · e1 белый король · h1 белая ладья | a8 чёрная ладья · d8 чёрный ферзь · f8 чёрный слон · g8 чёрный конь · h8 чёрная ладья · a7 чёрная пешка · b7 чёрная пешка · c7 чёрная пешка · e7 чёрный король · f7 белый слон · g7 чёрная пешка · h7 чёрная пешка · c6 чёрный конь · d6 чёрная пешка · d5 белый конь · e5 белый конь · e4 белая пешка · a2 белая пешка · b2 белая пешка · c2 белая пешка · d2 белая пешка · f2 белая пешка · g2 белая пешка · h2 белая пешка · c1 белый слон · d1 чёрный слон · e1 белый король · h1 белая ладья | a8 чёрная ладья · d8 чёрный ферзь · f8 чёрный слон · g8 чёрный конь · h8 чёрная ладья · a7 чёрная пешка · b7 чёрная пешка · c7 чёрная пешка · e7 чёрный король · f7 белый слон · g7 чёрная пешка · h7 чёрная пешка · c6 чёрный конь · d6 чёрная пешка · d5 белый конь · e5 белый конь · e4 белая пешка · a2 белая пешка · b2 белая пешка · c2 белая пешка · d2 белая пешка · f2 белая пешка · g2 белая пешка · h2 белая пешка · c1 белый слон · d1 чёрный слон · e1 белый король · h1 белая ладья | a8 чёрная ладья · d8 чёрный ферзь · f8 чёрный слон · g8 чёрный конь · h8 чёрная ладья · a7 чёрная пешка · b7 чёрная пешка · c7 чёрная пешка · e7 чёрный король · f7 белый слон · g7 чёрная пешка · h7 чёрная пешка · c6 чёрный конь · d6 чёрная пешка · d5 белый конь · e5 белый конь · e4 белая пешка · a2 белая пешка · b2 белая пешка · c2 белая пешка · d2 белая пешка · f2 белая пешка · g2 белая пешка · h2 белая пешка · c1 белый слон · d1 чёрный слон · e1 белый король · h1 белая ладья | a8 чёрная ладья · d8 чёрный ферзь · f8 чёрный слон · g8 чёрный конь · h8 чёрная ладья · a7 чёрная пешка · b7 чёрная пешка · c7 чёрная пешка · e7 чёрный король · f7 белый слон · g7 чёрная пешка · h7 чёрная пешка · c6 чёрный конь · d6 чёрная пешка · d5 белый конь · e5 белый конь · e4 белая пешка · a2 белая пешка · b2 белая пешка · c2 белая пешка · d2 белая пешка · f2 белая пешка · g2 белая пешка · h2 белая пешка · c1 белый слон · d1 чёрный слон · e1 белый король · h1 белая ладья | 8 |
| 7 | a8 чёрная ладья · d8 чёрный ферзь · f8 чёрный слон · g8 чёрный конь · h8 чёрная ладья · a7 чёрная пешка · b7 чёрная пешка · c7 чёрная пешка · e7 чёрный король · f7 белый слон · g7 чёрная пешка · h7 чёрная пешка · c6 чёрный конь · d6 чёрная пешка · d5 белый конь · e5 белый конь · e4 белая пешка · a2 белая пешка · b2 белая пешка · c2 белая пешка · d2 белая пешка · f2 белая пешка · g2 белая пешка · h2 белая пешка · c1 белый слон · d1 чёрный слон · e1 белый король · h1 белая ладья | a8 чёрная ладья · d8 чёрный ферзь · f8 чёрный слон · g8 чёрный конь · h8 чёрная ладья · a7 чёрная пешка · b7 чёрная пешка · c7 чёрная пешка · e7 чёрный король · f7 белый слон · g7 чёрная пешка · h7 чёрная пешка · c6 чёрный конь · d6 чёрная пешка · d5 белый конь · e5 белый конь · e4 белая пешка · a2 белая пешка · b2 белая пешка · c2 белая пешка · d2 белая пешка · f2 белая пешка · g2 белая пешка · h2 белая пешка · c1 белый слон · d1 чёрный слон · e1 белый король · h1 белая ладья | a8 чёрная ладья · d8 чёрный ферзь · f8 чёрный слон · g8 чёрный конь · h8 чёрная ладья · a7 чёрная пешка · b7 чёрная пешка · c7 чёрная пешка · e7 чёрный король · f7 белый слон · g7 чёрная пешка · h7 чёрная пешка · c6 чёрный конь · d6 чёрная пешка · d5 белый конь · e5 белый конь · e4 белая пешка · a2 белая пешка · b2 белая пешка · c2 белая пешка · d2 белая пешка · f2 белая пешка · g2 белая пешка · h2 белая пешка · c1 белый слон · d1 чёрный слон · e1 белый король · h1 белая ладья | a8 чёрная ладья · d8 чёрный ферзь · f8 чёрный слон · g8 чёрный конь · h8 чёрная ладья · a7 чёрная пешка · b7 чёрная пешка · c7 чёрная пешка · e7 чёрный король · f7 белый слон · g7 чёрная пешка · h7 чёрная пешка · c6 чёрный конь · d6 чёрная пешка · d5 белый конь · e5 белый конь · e4 белая пешка · a2 белая пешка · b2 белая пешка · c2 белая пешка · d2 белая пешка · f2 белая пешка · g2 белая пешка · h2 белая пешка · c1 белый слон · d1 чёрный слон · e1 белый король · h1 белая ладья | a8 чёрная ладья · d8 чёрный ферзь · f8 чёрный слон · g8 чёрный конь · h8 чёрная ладья · a7 чёрная пешка · b7 чёрная пешка · c7 чёрная пешка · e7 чёрный король · f7 белый слон · g7 чёрная пешка · h7 чёрная пешка · c6 чёрный конь · d6 чёрная пешка · d5 белый конь · e5 белый конь · e4 белая пешка · a2 белая пешка · b2 белая пешка · c2 белая пешка · d2 белая пешка · f2 белая пешка · g2 белая пешка · h2 белая пешка · c1 белый слон · d1 чёрный слон · e1 белый король · h1 белая ладья | a8 чёрная ладья · d8 чёрный ферзь · f8 чёрный слон · g8 чёрный конь · h8 чёрная ладья · a7 чёрная пешка · b7 чёрная пешка · c7 чёрная пешка · e7 чёрный король · f7 белый слон · g7 чёрная пешка · h7 чёрная пешка · c6 чёрный конь · d6 чёрная пешка · d5 белый конь · e5 белый конь · e4 белая пешка · a2 белая пешка · b2 белая пешка · c2 белая пешка · d2 белая пешка · f2 белая пешка · g2 белая пешка · h2 белая пешка · c1 белый слон · d1 чёрный слон · e1 белый король · h1 белая ладья | a8 чёрная ладья · d8 чёрный ферзь · f8 чёрный слон · g8 чёрный конь · h8 чёрная ладья · a7 чёрная пешка · b7 чёрная пешка · c7 чёрная пешка · e7 чёрный король · f7 белый слон · g7 чёрная пешка · h7 чёрная пешка · c6 чёрный конь · d6 чёрная пешка · d5 белый конь · e5 белый конь · e4 белая пешка · a2 белая пешка · b2 белая пешка · c2 белая пешка · d2 белая пешка · f2 белая пешка · g2 белая пешка · h2 белая пешка · c1 белый слон · d1 чёрный слон · e1 белый король · h1 белая ладья | a8 чёрная ладья · d8 чёрный ферзь · f8 чёрный слон · g8 чёрный конь · h8 чёрная ладья · a7 чёрная пешка · b7 чёрная пешка · c7 чёрная пешка · e7 чёрный король · f7 белый слон · g7 чёрная пешка · h7 чёрная пешка · c6 чёрный конь · d6 чёрная пешка · d5 белый конь · e5 белый конь · e4 белая пешка · a2 белая пешка · b2 белая пешка · c2 белая пешка · d2 белая пешка · f2 белая пешка · g2 белая пешка · h2 белая пешка · c1 белый слон · d1 чёрный слон · e1 белый король · h1 белая ладья | 7 |
| 6 | a8 чёрная ладья · d8 чёрный ферзь · f8 чёрный слон · g8 чёрный конь · h8 чёрная ладья · a7 чёрная пешка · b7 чёрная пешка · c7 чёрная пешка · e7 чёрный король · f7 белый слон · g7 чёрная пешка · h7 чёрная пешка · c6 чёрный конь · d6 чёрная пешка · d5 белый конь · e5 белый конь · e4 белая пешка · a2 белая пешка · b2 белая пешка · c2 белая пешка · d2 белая пешка · f2 белая пешка · g2 белая пешка · h2 белая пешка · c1 белый слон · d1 чёрный слон · e1 белый король · h1 белая ладья | a8 чёрная ладья · d8 чёрный ферзь · f8 чёрный слон · g8 чёрный конь · h8 чёрная ладья · a7 чёрная пешка · b7 чёрная пешка · c7 чёрная пешка · e7 чёрный король · f7 белый слон · g7 чёрная пешка · h7 чёрная пешка · c6 чёрный конь · d6 чёрная пешка · d5 белый конь · e5 белый конь · e4 белая пешка · a2 белая пешка · b2 белая пешка · c2 белая пешка · d2 белая пешка · f2 белая пешка · g2 белая пешка · h2 белая пешка · c1 белый слон · d1 чёрный слон · e1 белый король · h1 белая ладья | a8 чёрная ладья · d8 чёрный ферзь · f8 чёрный слон · g8 чёрный конь · h8 чёрная ладья · a7 чёрная пешка · b7 чёрная пешка · c7 чёрная пешка · e7 чёрный король · f7 белый слон · g7 чёрная пешка · h7 чёрная пешка · c6 чёрный конь · d6 чёрная пешка · d5 белый конь · e5 белый конь · e4 белая пешка · a2 белая пешка · b2 белая пешка · c2 белая пешка · d2 белая пешка · f2 белая пешка · g2 белая пешка · h2 белая пешка · c1 белый слон · d1 чёрный слон · e1 белый король · h1 белая ладья | a8 чёрная ладья · d8 чёрный ферзь · f8 чёрный слон · g8 чёрный конь · h8 чёрная ладья · a7 чёрная пешка · b7 чёрная пешка · c7 чёрная пешка · e7 чёрный король · f7 белый слон · g7 чёрная пешка · h7 чёрная пешка · c6 чёрный конь · d6 чёрная пешка · d5 белый конь · e5 белый конь · e4 белая пешка · a2 белая пешка · b2 белая пешка · c2 белая пешка · d2 белая пешка · f2 белая пешка · g2 белая пешка · h2 белая пешка · c1 белый слон · d1 чёрный слон · e1 белый король · h1 белая ладья | a8 чёрная ладья · d8 чёрный ферзь · f8 чёрный слон · g8 чёрный конь · h8 чёрная ладья · a7 чёрная пешка · b7 чёрная пешка · c7 чёрная пешка · e7 чёрный король · f7 белый слон · g7 чёрная пешка · h7 чёрная пешка · c6 чёрный конь · d6 чёрная пешка · d5 белый конь · e5 белый конь · e4 белая пешка · a2 белая пешка · b2 белая пешка · c2 белая пешка · d2 белая пешка · f2 белая пешка · g2 белая пешка · h2 белая пешка · c1 белый слон · d1 чёрный слон · e1 белый король · h1 белая ладья | a8 чёрная ладья · d8 чёрный ферзь · f8 чёрный слон · g8 чёрный конь · h8 чёрная ладья · a7 чёрная пешка · b7 чёрная пешка · c7 чёрная пешка · e7 чёрный король · f7 белый слон · g7 чёрная пешка · h7 чёрная пешка · c6 чёрный конь · d6 чёрная пешка · d5 белый конь · e5 белый конь · e4 белая пешка · a2 белая пешка · b2 белая пешка · c2 белая пешка · d2 белая пешка · f2 белая пешка · g2 белая пешка · h2 белая пешка · c1 белый слон · d1 чёрный слон · e1 белый король · h1 белая ладья | a8 чёрная ладья · d8 чёрный ферзь · f8 чёрный слон · g8 чёрный конь · h8 чёрная ладья · a7 чёрная пешка · b7 чёрная пешка · c7 чёрная пешка · e7 чёрный король · f7 белый слон · g7 чёрная пешка · h7 чёрная пешка · c6 чёрный конь · d6 чёрная пешка · d5 белый конь · e5 белый конь · e4 белая пешка · a2 белая пешка · b2 белая пешка · c2 белая пешка · d2 белая пешка · f2 белая пешка · g2 белая пешка · h2 белая пешка · c1 белый слон · d1 чёрный слон · e1 белый король · h1 белая ладья | a8 чёрная ладья · d8 чёрный ферзь · f8 чёрный слон · g8 чёрный конь · h8 чёрная ладья · a7 чёрная пешка · b7 чёрная пешка · c7 чёрная пешка · e7 чёрный король · f7 белый слон · g7 чёрная пешка · h7 чёрная пешка · c6 чёрный конь · d6 чёрная пешка · d5 белый конь · e5 белый конь · e4 белая пешка · a2 белая пешка · b2 белая пешка · c2 белая пешка · d2 белая пешка · f2 белая пешка · g2 белая пешка · h2 белая пешка · c1 белый слон · d1 чёрный слон · e1 белый король · h1 белая ладья | 6 |
| 5 | a8 чёрная ладья · d8 чёрный ферзь · f8 чёрный слон · g8 чёрный конь · h8 чёрная ладья · a7 чёрная пешка · b7 чёрная пешка · c7 чёрная пешка · e7 чёрный король · f7 белый слон · g7 чёрная пешка · h7 чёрная пешка · c6 чёрный конь · d6 чёрная пешка · d5 белый конь · e5 белый конь · e4 белая пешка · a2 белая пешка · b2 белая пешка · c2 белая пешка · d2 белая пешка · f2 белая пешка · g2 белая пешка · h2 белая пешка · c1 белый слон · d1 чёрный слон · e1 белый король · h1 белая ладья | a8 чёрная ладья · d8 чёрный ферзь · f8 чёрный слон · g8 чёрный конь · h8 чёрная ладья · a7 чёрная пешка · b7 чёрная пешка · c7 чёрная пешка · e7 чёрный король · f7 белый слон · g7 чёрная пешка · h7 чёрная пешка · c6 чёрный конь · d6 чёрная пешка · d5 белый конь · e5 белый конь · e4 белая пешка · a2 белая пешка · b2 белая пешка · c2 белая пешка · d2 белая пешка · f2 белая пешка · g2 белая пешка · h2 белая пешка · c1 белый слон · d1 чёрный слон · e1 белый король · h1 белая ладья | a8 чёрная ладья · d8 чёрный ферзь · f8 чёрный слон · g8 чёрный конь · h8 чёрная ладья · a7 чёрная пешка · b7 чёрная пешка · c7 чёрная пешка · e7 чёрный король · f7 белый слон · g7 чёрная пешка · h7 чёрная пешка · c6 чёрный конь · d6 чёрная пешка · d5 белый конь · e5 белый конь · e4 белая пешка · a2 белая пешка · b2 белая пешка · c2 белая пешка · d2 белая пешка · f2 белая пешка · g2 белая пешка · h2 белая пешка · c1 белый слон · d1 чёрный слон · e1 белый король · h1 белая ладья | a8 чёрная ладья · d8 чёрный ферзь · f8 чёрный слон · g8 чёрный конь · h8 чёрная ладья · a7 чёрная пешка · b7 чёрная пешка · c7 чёрная пешка · e7 чёрный король · f7 белый слон · g7 чёрная пешка · h7 чёрная пешка · c6 чёрный конь · d6 чёрная пешка · d5 белый конь · e5 белый конь · e4 белая пешка · a2 белая пешка · b2 белая пешка · c2 белая пешка · d2 белая пешка · f2 белая пешка · g2 белая пешка · h2 белая пешка · c1 белый слон · d1 чёрный слон · e1 белый король · h1 белая ладья | a8 чёрная ладья · d8 чёрный ферзь · f8 чёрный слон · g8 чёрный конь · h8 чёрная ладья · a7 чёрная пешка · b7 чёрная пешка · c7 чёрная пешка · e7 чёрный король · f7 белый слон · g7 чёрная пешка · h7 чёрная пешка · c6 чёрный конь · d6 чёрная пешка · d5 белый конь · e5 белый конь · e4 белая пешка · a2 белая пешка · b2 белая пешка · c2 белая пешка · d2 белая пешка · f2 белая пешка · g2 белая пешка · h2 белая пешка · c1 белый слон · d1 чёрный слон · e1 белый король · h1 белая ладья | a8 чёрная ладья · d8 чёрный ферзь · f8 чёрный слон · g8 чёрный конь · h8 чёрная ладья · a7 чёрная пешка · b7 чёрная пешка · c7 чёрная пешка · e7 чёрный король · f7 белый слон · g7 чёрная пешка · h7 чёрная пешка · c6 чёрный конь · d6 чёрная пешка · d5 белый конь · e5 белый конь · e4 белая пешка · a2 белая пешка · b2 белая пешка · c2 белая пешка · d2 белая пешка · f2 белая пешка · g2 белая пешка · h2 белая пешка · c1 белый слон · d1 чёрный слон · e1 белый король · h1 белая ладья | a8 чёрная ладья · d8 чёрный ферзь · f8 чёрный слон · g8 чёрный конь · h8 чёрная ладья · a7 чёрная пешка · b7 чёрная пешка · c7 чёрная пешка · e7 чёрный король · f7 белый слон · g7 чёрная пешка · h7 чёрная пешка · c6 чёрный конь · d6 чёрная пешка · d5 белый конь · e5 белый конь · e4 белая пешка · a2 белая пешка · b2 белая пешка · c2 белая пешка · d2 белая пешка · f2 белая пешка · g2 белая пешка · h2 белая пешка · c1 белый слон · d1 чёрный слон · e1 белый король · h1 белая ладья | a8 чёрная ладья · d8 чёрный ферзь · f8 чёрный слон · g8 чёрный конь · h8 чёрная ладья · a7 чёрная пешка · b7 чёрная пешка · c7 чёрная пешка · e7 чёрный король · f7 белый слон · g7 чёрная пешка · h7 чёрная пешка · c6 чёрный конь · d6 чёрная пешка · d5 белый конь · e5 белый конь · e4 белая пешка · a2 белая пешка · b2 белая пешка · c2 белая пешка · d2 белая пешка · f2 белая пешка · g2 белая пешка · h2 белая пешка · c1 белый слон · d1 чёрный слон · e1 белый король · h1 белая ладья | 5 |
| 4 | a8 чёрная ладья · d8 чёрный ферзь · f8 чёрный слон · g8 чёрный конь · h8 чёрная ладья · a7 чёрная пешка · b7 чёрная пешка · c7 чёрная пешка · e7 чёрный король · f7 белый слон · g7 чёрная пешка · h7 чёрная пешка · c6 чёрный конь · d6 чёрная пешка · d5 белый конь · e5 белый конь · e4 белая пешка · a2 белая пешка · b2 белая пешка · c2 белая пешка · d2 белая пешка · f2 белая пешка · g2 белая пешка · h2 белая пешка · c1 белый слон · d1 чёрный слон · e1 белый король · h1 белая ладья | a8 чёрная ладья · d8 чёрный ферзь · f8 чёрный слон · g8 чёрный конь · h8 чёрная ладья · a7 чёрная пешка · b7 чёрная пешка · c7 чёрная пешка · e7 чёрный король · f7 белый слон · g7 чёрная пешка · h7 чёрная пешка · c6 чёрный конь · d6 чёрная пешка · d5 белый конь · e5 белый конь · e4 белая пешка · a2 белая пешка · b2 белая пешка · c2 белая пешка · d2 белая пешка · f2 белая пешка · g2 белая пешка · h2 белая пешка · c1 белый слон · d1 чёрный слон · e1 белый король · h1 белая ладья | a8 чёрная ладья · d8 чёрный ферзь · f8 чёрный слон · g8 чёрный конь · h8 чёрная ладья · a7 чёрная пешка · b7 чёрная пешка · c7 чёрная пешка · e7 чёрный король · f7 белый слон · g7 чёрная пешка · h7 чёрная пешка · c6 чёрный конь · d6 чёрная пешка · d5 белый конь · e5 белый конь · e4 белая пешка · a2 белая пешка · b2 белая пешка · c2 белая пешка · d2 белая пешка · f2 белая пешка · g2 белая пешка · h2 белая пешка · c1 белый слон · d1 чёрный слон · e1 белый король · h1 белая ладья | a8 чёрная ладья · d8 чёрный ферзь · f8 чёрный слон · g8 чёрный конь · h8 чёрная ладья · a7 чёрная пешка · b7 чёрная пешка · c7 чёрная пешка · e7 чёрный король · f7 белый слон · g7 чёрная пешка · h7 чёрная пешка · c6 чёрный конь · d6 чёрная пешка · d5 белый конь · e5 белый конь · e4 белая пешка · a2 белая пешка · b2 белая пешка · c2 белая пешка · d2 белая пешка · f2 белая пешка · g2 белая пешка · h2 белая пешка · c1 белый слон · d1 чёрный слон · e1 белый король · h1 белая ладья | a8 чёрная ладья · d8 чёрный ферзь · f8 чёрный слон · g8 чёрный конь · h8 чёрная ладья · a7 чёрная пешка · b7 чёрная пешка · c7 чёрная пешка · e7 чёрный король · f7 белый слон · g7 чёрная пешка · h7 чёрная пешка · c6 чёрный конь · d6 чёрная пешка · d5 белый конь · e5 белый конь · e4 белая пешка · a2 белая пешка · b2 белая пешка · c2 белая пешка · d2 белая пешка · f2 белая пешка · g2 белая пешка · h2 белая пешка · c1 белый слон · d1 чёрный слон · e1 белый король · h1 белая ладья | a8 чёрная ладья · d8 чёрный ферзь · f8 чёрный слон · g8 чёрный конь · h8 чёрная ладья · a7 чёрная пешка · b7 чёрная пешка · c7 чёрная пешка · e7 чёрный король · f7 белый слон · g7 чёрная пешка · h7 чёрная пешка · c6 чёрный конь · d6 чёрная пешка · d5 белый конь · e5 белый конь · e4 белая пешка · a2 белая пешка · b2 белая пешка · c2 белая пешка · d2 белая пешка · f2 белая пешка · g2 белая пешка · h2 белая пешка · c1 белый слон · d1 чёрный слон · e1 белый король · h1 белая ладья | a8 чёрная ладья · d8 чёрный ферзь · f8 чёрный слон · g8 чёрный конь · h8 чёрная ладья · a7 чёрная пешка · b7 чёрная пешка · c7 чёрная пешка · e7 чёрный король · f7 белый слон · g7 чёрная пешка · h7 чёрная пешка · c6 чёрный конь · d6 чёрная пешка · d5 белый конь · e5 белый конь · e4 белая пешка · a2 белая пешка · b2 белая пешка · c2 белая пешка · d2 белая пешка · f2 белая пешка · g2 белая пешка · h2 белая пешка · c1 белый слон · d1 чёрный слон · e1 белый король · h1 белая ладья | a8 чёрная ладья · d8 чёрный ферзь · f8 чёрный слон · g8 чёрный конь · h8 чёрная ладья · a7 чёрная пешка · b7 чёрная пешка · c7 чёрная пешка · e7 чёрный король · f7 белый слон · g7 чёрная пешка · h7 чёрная пешка · c6 чёрный конь · d6 чёрная пешка · d5 белый конь · e5 белый конь · e4 белая пешка · a2 белая пешка · b2 белая пешка · c2 белая пешка · d2 белая пешка · f2 белая пешка · g2 белая пешка · h2 белая пешка · c1 белый слон · d1 чёрный слон · e1 белый король · h1 белая ладья | 4 |
| 3 | a8 чёрная ладья · d8 чёрный ферзь · f8 чёрный слон · g8 чёрный конь · h8 чёрная ладья · a7 чёрная пешка · b7 чёрная пешка · c7 чёрная пешка · e7 чёрный король · f7 белый слон · g7 чёрная пешка · h7 чёрная пешка · c6 чёрный конь · d6 чёрная пешка · d5 белый конь · e5 белый конь · e4 белая пешка · a2 белая пешка · b2 белая пешка · c2 белая пешка · d2 белая пешка · f2 белая пешка · g2 белая пешка · h2 белая пешка · c1 белый слон · d1 чёрный слон · e1 белый король · h1 белая ладья | a8 чёрная ладья · d8 чёрный ферзь · f8 чёрный слон · g8 чёрный конь · h8 чёрная ладья · a7 чёрная пешка · b7 чёрная пешка · c7 чёрная пешка · e7 чёрный король · f7 белый слон · g7 чёрная пешка · h7 чёрная пешка · c6 чёрный конь · d6 чёрная пешка · d5 белый конь · e5 белый конь · e4 белая пешка · a2 белая пешка · b2 белая пешка · c2 белая пешка · d2 белая пешка · f2 белая пешка · g2 белая пешка · h2 белая пешка · c1 белый слон · d1 чёрный слон · e1 белый король · h1 белая ладья | a8 чёрная ладья · d8 чёрный ферзь · f8 чёрный слон · g8 чёрный конь · h8 чёрная ладья · a7 чёрная пешка · b7 чёрная пешка · c7 чёрная пешка · e7 чёрный король · f7 белый слон · g7 чёрная пешка · h7 чёрная пешка · c6 чёрный конь · d6 чёрная пешка · d5 белый конь · e5 белый конь · e4 белая пешка · a2 белая пешка · b2 белая пешка · c2 белая пешка · d2 белая пешка · f2 белая пешка · g2 белая пешка · h2 белая пешка · c1 белый слон · d1 чёрный слон · e1 белый король · h1 белая ладья | a8 чёрная ладья · d8 чёрный ферзь · f8 чёрный слон · g8 чёрный конь · h8 чёрная ладья · a7 чёрная пешка · b7 чёрная пешка · c7 чёрная пешка · e7 чёрный король · f7 белый слон · g7 чёрная пешка · h7 чёрная пешка · c6 чёрный конь · d6 чёрная пешка · d5 белый конь · e5 белый конь · e4 белая пешка · a2 белая пешка · b2 белая пешка · c2 белая пешка · d2 белая пешка · f2 белая пешка · g2 белая пешка · h2 белая пешка · c1 белый слон · d1 чёрный слон · e1 белый король · h1 белая ладья | a8 чёрная ладья · d8 чёрный ферзь · f8 чёрный слон · g8 чёрный конь · h8 чёрная ладья · a7 чёрная пешка · b7 чёрная пешка · c7 чёрная пешка · e7 чёрный король · f7 белый слон · g7 чёрная пешка · h7 чёрная пешка · c6 чёрный конь · d6 чёрная пешка · d5 белый конь · e5 белый конь · e4 белая пешка · a2 белая пешка · b2 белая пешка · c2 белая пешка · d2 белая пешка · f2 белая пешка · g2 белая пешка · h2 белая пешка · c1 белый слон · d1 чёрный слон · e1 белый король · h1 белая ладья | a8 чёрная ладья · d8 чёрный ферзь · f8 чёрный слон · g8 чёрный конь · h8 чёрная ладья · a7 чёрная пешка · b7 чёрная пешка · c7 чёрная пешка · e7 чёрный король · f7 белый слон · g7 чёрная пешка · h7 чёрная пешка · c6 чёрный конь · d6 чёрная пешка · d5 белый конь · e5 белый конь · e4 белая пешка · a2 белая пешка · b2 белая пешка · c2 белая пешка · d2 белая пешка · f2 белая пешка · g2 белая пешка · h2 белая пешка · c1 белый слон · d1 чёрный слон · e1 белый король · h1 белая ладья | a8 чёрная ладья · d8 чёрный ферзь · f8 чёрный слон · g8 чёрный конь · h8 чёрная ладья · a7 чёрная пешка · b7 чёрная пешка · c7 чёрная пешка · e7 чёрный король · f7 белый слон · g7 чёрная пешка · h7 чёрная пешка · c6 чёрный конь · d6 чёрная пешка · d5 белый конь · e5 белый конь · e4 белая пешка · a2 белая пешка · b2 белая пешка · c2 белая пешка · d2 белая пешка · f2 белая пешка · g2 белая пешка · h2 белая пешка · c1 белый слон · d1 чёрный слон · e1 белый король · h1 белая ладья | a8 чёрная ладья · d8 чёрный ферзь · f8 чёрный слон · g8 чёрный конь · h8 чёрная ладья · a7 чёрная пешка · b7 чёрная пешка · c7 чёрная пешка · e7 чёрный король · f7 белый слон · g7 чёрная пешка · h7 чёрная пешка · c6 чёрный конь · d6 чёрная пешка · d5 белый конь · e5 белый конь · e4 белая пешка · a2 белая пешка · b2 белая пешка · c2 белая пешка · d2 белая пешка · f2 белая пешка · g2 белая пешка · h2 белая пешка · c1 белый слон · d1 чёрный слон · e1 белый король · h1 белая ладья | 3 |
| 2 | a8 чёрная ладья · d8 чёрный ферзь · f8 чёрный слон · g8 чёрный конь · h8 чёрная ладья · a7 чёрная пешка · b7 чёрная пешка · c7 чёрная пешка · e7 чёрный король · f7 белый слон · g7 чёрная пешка · h7 чёрная пешка · c6 чёрный конь · d6 чёрная пешка · d5 белый конь · e5 белый конь · e4 белая пешка · a2 белая пешка · b2 белая пешка · c2 белая пешка · d2 белая пешка · f2 белая пешка · g2 белая пешка · h2 белая пешка · c1 белый слон · d1 чёрный слон · e1 белый король · h1 белая ладья | a8 чёрная ладья · d8 чёрный ферзь · f8 чёрный слон · g8 чёрный конь · h8 чёрная ладья · a7 чёрная пешка · b7 чёрная пешка · c7 чёрная пешка · e7 чёрный король · f7 белый слон · g7 чёрная пешка · h7 чёрная пешка · c6 чёрный конь · d6 чёрная пешка · d5 белый конь · e5 белый конь · e4 белая пешка · a2 белая пешка · b2 белая пешка · c2 белая пешка · d2 белая пешка · f2 белая пешка · g2 белая пешка · h2 белая пешка · c1 белый слон · d1 чёрный слон · e1 белый король · h1 белая ладья | a8 чёрная ладья · d8 чёрный ферзь · f8 чёрный слон · g8 чёрный конь · h8 чёрная ладья · a7 чёрная пешка · b7 чёрная пешка · c7 чёрная пешка · e7 чёрный король · f7 белый слон · g7 чёрная пешка · h7 чёрная пешка · c6 чёрный конь · d6 чёрная пешка · d5 белый конь · e5 белый конь · e4 белая пешка · a2 белая пешка · b2 белая пешка · c2 белая пешка · d2 белая пешка · f2 белая пешка · g2 белая пешка · h2 белая пешка · c1 белый слон · d1 чёрный слон · e1 белый король · h1 белая ладья | a8 чёрная ладья · d8 чёрный ферзь · f8 чёрный слон · g8 чёрный конь · h8 чёрная ладья · a7 чёрная пешка · b7 чёрная пешка · c7 чёрная пешка · e7 чёрный король · f7 белый слон · g7 чёрная пешка · h7 чёрная пешка · c6 чёрный конь · d6 чёрная пешка · d5 белый конь · e5 белый конь · e4 белая пешка · a2 белая пешка · b2 белая пешка · c2 белая пешка · d2 белая пешка · f2 белая пешка · g2 белая пешка · h2 белая пешка · c1 белый слон · d1 чёрный слон · e1 белый король · h1 белая ладья | a8 чёрная ладья · d8 чёрный ферзь · f8 чёрный слон · g8 чёрный конь · h8 чёрная ладья · a7 чёрная пешка · b7 чёрная пешка · c7 чёрная пешка · e7 чёрный король · f7 белый слон · g7 чёрная пешка · h7 чёрная пешка · c6 чёрный конь · d6 чёрная пешка · d5 белый конь · e5 белый конь · e4 белая пешка · a2 белая пешка · b2 белая пешка · c2 белая пешка · d2 белая пешка · f2 белая пешка · g2 белая пешка · h2 белая пешка · c1 белый слон · d1 чёрный слон · e1 белый король · h1 белая ладья | a8 чёрная ладья · d8 чёрный ферзь · f8 чёрный слон · g8 чёрный конь · h8 чёрная ладья · a7 чёрная пешка · b7 чёрная пешка · c7 чёрная пешка · e7 чёрный король · f7 белый слон · g7 чёрная пешка · h7 чёрная пешка · c6 чёрный конь · d6 чёрная пешка · d5 белый конь · e5 белый конь · e4 белая пешка · a2 белая пешка · b2 белая пешка · c2 белая пешка · d2 белая пешка · f2 белая пешка · g2 белая пешка · h2 белая пешка · c1 белый слон · d1 чёрный слон · e1 белый король · h1 белая ладья | a8 чёрная ладья · d8 чёрный ферзь · f8 чёрный слон · g8 чёрный конь · h8 чёрная ладья · a7 чёрная пешка · b7 чёрная пешка · c7 чёрная пешка · e7 чёрный король · f7 белый слон · g7 чёрная пешка · h7 чёрная пешка · c6 чёрный конь · d6 чёрная пешка · d5 белый конь · e5 белый конь · e4 белая пешка · a2 белая пешка · b2 белая пешка · c2 белая пешка · d2 белая пешка · f2 белая пешка · g2 белая пешка · h2 белая пешка · c1 белый слон · d1 чёрный слон · e1 белый король · h1 белая ладья | a8 чёрная ладья · d8 чёрный ферзь · f8 чёрный слон · g8 чёрный конь · h8 чёрная ладья · a7 чёрная пешка · b7 чёрная пешка · c7 чёрная пешка · e7 чёрный король · f7 белый слон · g7 чёрная пешка · h7 чёрная пешка · c6 чёрный конь · d6 чёрная пешка · d5 белый конь · e5 белый конь · e4 белая пешка · a2 белая пешка · b2 белая пешка · c2 белая пешка · d2 белая пешка · f2 белая пешка · g2 белая пешка · h2 белая пешка · c1 белый слон · d1 чёрный слон · e1 белый король · h1 белая ладья | 2 |
| 1 | a8 чёрная ладья · d8 чёрный ферзь · f8 чёрный слон · g8 чёрный конь · h8 чёрная ладья · a7 чёрная пешка · b7 чёрная пешка · c7 чёрная пешка · e7 чёрный король · f7 белый слон · g7 чёрная пешка · h7 чёрная пешка · c6 чёрный конь · d6 чёрная пешка · d5 белый конь · e5 белый конь · e4 белая пешка · a2 белая пешка · b2 белая пешка · c2 белая пешка · d2 белая пешка · f2 белая пешка · g2 белая пешка · h2 белая пешка · c1 белый слон · d1 чёрный слон · e1 белый король · h1 белая ладья | a8 чёрная ладья · d8 чёрный ферзь · f8 чёрный слон · g8 чёрный конь · h8 чёрная ладья · a7 чёрная пешка · b7 чёрная пешка · c7 чёрная пешка · e7 чёрный король · f7 белый слон · g7 чёрная пешка · h7 чёрная пешка · c6 чёрный конь · d6 чёрная пешка · d5 белый конь · e5 белый конь · e4 белая пешка · a2 белая пешка · b2 белая пешка · c2 белая пешка · d2 белая пешка · f2 белая пешка · g2 белая пешка · h2 белая пешка · c1 белый слон · d1 чёрный слон · e1 белый король · h1 белая ладья | a8 чёрная ладья · d8 чёрный ферзь · f8 чёрный слон · g8 чёрный конь · h8 чёрная ладья · a7 чёрная пешка · b7 чёрная пешка · c7 чёрная пешка · e7 чёрный король · f7 белый слон · g7 чёрная пешка · h7 чёрная пешка · c6 чёрный конь · d6 чёрная пешка · d5 белый конь · e5 белый конь · e4 белая пешка · a2 белая пешка · b2 белая пешка · c2 белая пешка · d2 белая пешка · f2 белая пешка · g2 белая пешка · h2 белая пешка · c1 белый слон · d1 чёрный слон · e1 белый король · h1 белая ладья | a8 чёрная ладья · d8 чёрный ферзь · f8 чёрный слон · g8 чёрный конь · h8 чёрная ладья · a7 чёрная пешка · b7 чёрная пешка · c7 чёрная пешка · e7 чёрный король · f7 белый слон · g7 чёрная пешка · h7 чёрная пешка · c6 чёрный конь · d6 чёрная пешка · d5 белый конь · e5 белый конь · e4 белая пешка · a2 белая пешка · b2 белая пешка · c2 белая пешка · d2 белая пешка · f2 белая пешка · g2 белая пешка · h2 белая пешка · c1 белый слон · d1 чёрный слон · e1 белый король · h1 белая ладья | a8 чёрная ладья · d8 чёрный ферзь · f8 чёрный слон · g8 чёрный конь · h8 чёрная ладья · a7 чёрная пешка · b7 чёрная пешка · c7 чёрная пешка · e7 чёрный король · f7 белый слон · g7 чёрная пешка · h7 чёрная пешка · c6 чёрный конь · d6 чёрная пешка · d5 белый конь · e5 белый конь · e4 белая пешка · a2 белая пешка · b2 белая пешка · c2 белая пешка · d2 белая пешка · f2 белая пешка · g2 белая пешка · h2 белая пешка · c1 белый слон · d1 чёрный слон · e1 белый король · h1 белая ладья | a8 чёрная ладья · d8 чёрный ферзь · f8 чёрный слон · g8 чёрный конь · h8 чёрная ладья · a7 чёрная пешка · b7 чёрная пешка · c7 чёрная пешка · e7 чёрный король · f7 белый слон · g7 чёрная пешка · h7 чёрная пешка · c6 чёрный конь · d6 чёрная пешка · d5 белый конь · e5 белый конь · e4 белая пешка · a2 белая пешка · b2 белая пешка · c2 белая пешка · d2 белая пешка · f2 белая пешка · g2 белая пешка · h2 белая пешка · c1 белый слон · d1 чёрный слон · e1 белый король · h1 белая ладья | a8 чёрная ладья · d8 чёрный ферзь · f8 чёрный слон · g8 чёрный конь · h8 чёрная ладья · a7 чёрная пешка · b7 чёрная пешка · c7 чёрная пешка · e7 чёрный король · f7 белый слон · g7 чёрная пешка · h7 чёрная пешка · c6 чёрный конь · d6 чёрная пешка · d5 белый конь · e5 белый конь · e4 белая пешка · a2 белая пешка · b2 белая пешка · c2 белая пешка · d2 белая пешка · f2 белая пешка · g2 белая пешка · h2 белая пешка · c1 белый слон · d1 чёрный слон · e1 белый король · h1 белая ладья | a8 чёрная ладья · d8 чёрный ферзь · f8 чёрный слон · g8 чёрный конь · h8 чёрная ладья · a7 чёрная пешка · b7 чёрная пешка · c7 чёрная пешка · e7 чёрный король · f7 белый слон · g7 чёрная пешка · h7 чёрная пешка · c6 чёрный конь · d6 чёрная пешка · d5 белый конь · e5 белый конь · e4 белая пешка · a2 белая пешка · b2 белая пешка · c2 белая пешка · d2 белая пешка · f2 белая пешка · g2 белая пешка · h2 белая пешка · c1 белый слон · d1 чёрный слон · e1 белый король · h1 белая ладья | 1 |
|   | a | b | c | d | e | f | g | h |   |

Мат Легаля — мат, впервые встретившийся в шахматной партии Легаль — Сен-Бри в Париже в 1750 году. Сен-Бри был очень слабым игроком, и партия проходила с форой — Легаль играл без ладьи a1.
Немецкий историк Людвиг Бахман отметил в своей работе «Das Schachspiel und seine historische Entwicklung» в 1924 году, что это единственная шахматная партия Легаля де Кермюр, ход которой остался в истории. Также Бахман писал, что Легаль на момент игры с Сен-Бри был уже в солидном возрасте — 85 лет; исходя из чего, некоторые историки, в частности, Ф. В. Яковлев, считают, что данная партия была сыграна в 1787 году.
1.e4 e5 2.Сc4 d6 3.Кf3 Кc6 4.Кc3 Сg4, далее Легаль делает нарочито ошибочный ход, «зевая» ферзя, чем, не заметив подвоха, пользуется Сен-Бри: 5.К:e5? С:d1?? Лучше было 5…К:e5!, после чего белые остались бы без коня, или 5…de, но после хода 6.Ф:g4 у белых лишняя пешка. Легаль, видимо, хорошо знал, с кем имеет дело… 6.С:f7+ Крe7 7. Кd5× — мат, который так и вошёл в шахматную литературу по фамилии «первооткрывателя» как «Мат Легаля». Именно конь ставит в этой комбинации мат противнику.
Модернизированный мат Легаля: 5.h3 (цель этого хода в том, чтобы слон не был защищён конём после Kc6:e5) 5…Ch5 6.K:e5 K:e5 7.Ф:h5 K:c4 8.Фb5+ и 9.Ф:c4 с лишней пешкой у белых.
Возможен и такой порядок ходов: 1.e4 e5 2.Кf3 d6 3.Сc4 Сg4 4.Кc3 g6? (на диаграмме 3). Здесь комбинация белых абсолютно корректна, поскольку чёрные не могут защитить слона путём Кc6:e5: 5.К:e5! С:d1 (лучше, конечно, 5…de 6.Ф:g4, соглашаясь на потерю пешки) 6.С:f7+ Крe7 7.Кd5×.
|   | a | b | c | d | e | f | g | h |   |
| - | --- | --- | --- | --- | --- | --- | --- | --- | - |
| 8 | a8 чёрная ладья · d8 чёрный ферзь · e8 чёрный король · f8 чёрный слон · g8 чёрный конь · h8 чёрная ладья · a7 чёрная пешка · b7 чёрная пешка · c7 чёрная пешка · f7 чёрная пешка · g7 чёрная пешка · h7 чёрная пешка · d6 чёрная пешка · e5 чёрный конь · c4 белый слон · e4 белая пешка · g4 чёрный слон · c3 белый конь · a2 белая пешка · b2 белая пешка · c2 белая пешка · d2 белая пешка · f2 белая пешка · g2 белая пешка · h2 белая пешка · c1 белый слон · d1 белый ферзь · e1 белый король · h1 белая ладья | a8 чёрная ладья · d8 чёрный ферзь · e8 чёрный король · f8 чёрный слон · g8 чёрный конь · h8 чёрная ладья · a7 чёрная пешка · b7 чёрная пешка · c7 чёрная пешка · f7 чёрная пешка · g7 чёрная пешка · h7 чёрная пешка · d6 чёрная пешка · e5 чёрный конь · c4 белый слон · e4 белая пешка · g4 чёрный слон · c3 белый конь · a2 белая пешка · b2 белая пешка · c2 белая пешка · d2 белая пешка · f2 белая пешка · g2 белая пешка · h2 белая пешка · c1 белый слон · d1 белый ферзь · e1 белый король · h1 белая ладья | a8 чёрная ладья · d8 чёрный ферзь · e8 чёрный король · f8 чёрный слон · g8 чёрный конь · h8 чёрная ладья · a7 чёрная пешка · b7 чёрная пешка · c7 чёрная пешка · f7 чёрная пешка · g7 чёрная пешка · h7 чёрная пешка · d6 чёрная пешка · e5 чёрный конь · c4 белый слон · e4 белая пешка · g4 чёрный слон · c3 белый конь · a2 белая пешка · b2 белая пешка · c2 белая пешка · d2 белая пешка · f2 белая пешка · g2 белая пешка · h2 белая пешка · c1 белый слон · d1 белый ферзь · e1 белый король · h1 белая ладья | a8 чёрная ладья · d8 чёрный ферзь · e8 чёрный король · f8 чёрный слон · g8 чёрный конь · h8 чёрная ладья · a7 чёрная пешка · b7 чёрная пешка · c7 чёрная пешка · f7 чёрная пешка · g7 чёрная пешка · h7 чёрная пешка · d6 чёрная пешка · e5 чёрный конь · c4 белый слон · e4 белая пешка · g4 чёрный слон · c3 белый конь · a2 белая пешка · b2 белая пешка · c2 белая пешка · d2 белая пешка · f2 белая пешка · g2 белая пешка · h2 белая пешка · c1 белый слон · d1 белый ферзь · e1 белый король · h1 белая ладья | a8 чёрная ладья · d8 чёрный ферзь · e8 чёрный король · f8 чёрный слон · g8 чёрный конь · h8 чёрная ладья · a7 чёрная пешка · b7 чёрная пешка · c7 чёрная пешка · f7 чёрная пешка · g7 чёрная пешка · h7 чёрная пешка · d6 чёрная пешка · e5 чёрный конь · c4 белый слон · e4 белая пешка · g4 чёрный слон · c3 белый конь · a2 белая пешка · b2 белая пешка · c2 белая пешка · d2 белая пешка · f2 белая пешка · g2 белая пешка · h2 белая пешка · c1 белый слон · d1 белый ферзь · e1 белый король · h1 белая ладья | a8 чёрная ладья · d8 чёрный ферзь · e8 чёрный король · f8 чёрный слон · g8 чёрный конь · h8 чёрная ладья · a7 чёрная пешка · b7 чёрная пешка · c7 чёрная пешка · f7 чёрная пешка · g7 чёрная пешка · h7 чёрная пешка · d6 чёрная пешка · e5 чёрный конь · c4 белый слон · e4 белая пешка · g4 чёрный слон · c3 белый конь · a2 белая пешка · b2 белая пешка · c2 белая пешка · d2 белая пешка · f2 белая пешка · g2 белая пешка · h2 белая пешка · c1 белый слон · d1 белый ферзь · e1 белый король · h1 белая ладья | a8 чёрная ладья · d8 чёрный ферзь · e8 чёрный король · f8 чёрный слон · g8 чёрный конь · h8 чёрная ладья · a7 чёрная пешка · b7 чёрная пешка · c7 чёрная пешка · f7 чёрная пешка · g7 чёрная пешка · h7 чёрная пешка · d6 чёрная пешка · e5 чёрный конь · c4 белый слон · e4 белая пешка · g4 чёрный слон · c3 белый конь · a2 белая пешка · b2 белая пешка · c2 белая пешка · d2 белая пешка · f2 белая пешка · g2 белая пешка · h2 белая пешка · c1 белый слон · d1 белый ферзь · e1 белый король · h1 белая ладья | a8 чёрная ладья · d8 чёрный ферзь · e8 чёрный король · f8 чёрный слон · g8 чёрный конь · h8 чёрная ладья · a7 чёрная пешка · b7 чёрная пешка · c7 чёрная пешка · f7 чёрная пешка · g7 чёрная пешка · h7 чёрная пешка · d6 чёрная пешка · e5 чёрный конь · c4 белый слон · e4 белая пешка · g4 чёрный слон · c3 белый конь · a2 белая пешка · b2 белая пешка · c2 белая пешка · d2 белая пешка · f2 белая пешка · g2 белая пешка · h2 белая пешка · c1 белый слон · d1 белый ферзь · e1 белый король · h1 белая ладья | 8 |
| 7 | a8 чёрная ладья · d8 чёрный ферзь · e8 чёрный король · f8 чёрный слон · g8 чёрный конь · h8 чёрная ладья · a7 чёрная пешка · b7 чёрная пешка · c7 чёрная пешка · f7 чёрная пешка · g7 чёрная пешка · h7 чёрная пешка · d6 чёрная пешка · e5 чёрный конь · c4 белый слон · e4 белая пешка · g4 чёрный слон · c3 белый конь · a2 белая пешка · b2 белая пешка · c2 белая пешка · d2 белая пешка · f2 белая пешка · g2 белая пешка · h2 белая пешка · c1 белый слон · d1 белый ферзь · e1 белый король · h1 белая ладья | a8 чёрная ладья · d8 чёрный ферзь · e8 чёрный король · f8 чёрный слон · g8 чёрный конь · h8 чёрная ладья · a7 чёрная пешка · b7 чёрная пешка · c7 чёрная пешка · f7 чёрная пешка · g7 чёрная пешка · h7 чёрная пешка · d6 чёрная пешка · e5 чёрный конь · c4 белый слон · e4 белая пешка · g4 чёрный слон · c3 белый конь · a2 белая пешка · b2 белая пешка · c2 белая пешка · d2 белая пешка · f2 белая пешка · g2 белая пешка · h2 белая пешка · c1 белый слон · d1 белый ферзь · e1 белый король · h1 белая ладья | a8 чёрная ладья · d8 чёрный ферзь · e8 чёрный король · f8 чёрный слон · g8 чёрный конь · h8 чёрная ладья · a7 чёрная пешка · b7 чёрная пешка · c7 чёрная пешка · f7 чёрная пешка · g7 чёрная пешка · h7 чёрная пешка · d6 чёрная пешка · e5 чёрный конь · c4 белый слон · e4 белая пешка · g4 чёрный слон · c3 белый конь · a2 белая пешка · b2 белая пешка · c2 белая пешка · d2 белая пешка · f2 белая пешка · g2 белая пешка · h2 белая пешка · c1 белый слон · d1 белый ферзь · e1 белый король · h1 белая ладья | a8 чёрная ладья · d8 чёрный ферзь · e8 чёрный король · f8 чёрный слон · g8 чёрный конь · h8 чёрная ладья · a7 чёрная пешка · b7 чёрная пешка · c7 чёрная пешка · f7 чёрная пешка · g7 чёрная пешка · h7 чёрная пешка · d6 чёрная пешка · e5 чёрный конь · c4 белый слон · e4 белая пешка · g4 чёрный слон · c3 белый конь · a2 белая пешка · b2 белая пешка · c2 белая пешка · d2 белая пешка · f2 белая пешка · g2 белая пешка · h2 белая пешка · c1 белый слон · d1 белый ферзь · e1 белый король · h1 белая ладья | a8 чёрная ладья · d8 чёрный ферзь · e8 чёрный король · f8 чёрный слон · g8 чёрный конь · h8 чёрная ладья · a7 чёрная пешка · b7 чёрная пешка · c7 чёрная пешка · f7 чёрная пешка · g7 чёрная пешка · h7 чёрная пешка · d6 чёрная пешка · e5 чёрный конь · c4 белый слон · e4 белая пешка · g4 чёрный слон · c3 белый конь · a2 белая пешка · b2 белая пешка · c2 белая пешка · d2 белая пешка · f2 белая пешка · g2 белая пешка · h2 белая пешка · c1 белый слон · d1 белый ферзь · e1 белый король · h1 белая ладья | a8 чёрная ладья · d8 чёрный ферзь · e8 чёрный король · f8 чёрный слон · g8 чёрный конь · h8 чёрная ладья · a7 чёрная пешка · b7 чёрная пешка · c7 чёрная пешка · f7 чёрная пешка · g7 чёрная пешка · h7 чёрная пешка · d6 чёрная пешка · e5 чёрный конь · c4 белый слон · e4 белая пешка · g4 чёрный слон · c3 белый конь · a2 белая пешка · b2 белая пешка · c2 белая пешка · d2 белая пешка · f2 белая пешка · g2 белая пешка · h2 белая пешка · c1 белый слон · d1 белый ферзь · e1 белый король · h1 белая ладья | a8 чёрная ладья · d8 чёрный ферзь · e8 чёрный король · f8 чёрный слон · g8 чёрный конь · h8 чёрная ладья · a7 чёрная пешка · b7 чёрная пешка · c7 чёрная пешка · f7 чёрная пешка · g7 чёрная пешка · h7 чёрная пешка · d6 чёрная пешка · e5 чёрный конь · c4 белый слон · e4 белая пешка · g4 чёрный слон · c3 белый конь · a2 белая пешка · b2 белая пешка · c2 белая пешка · d2 белая пешка · f2 белая пешка · g2 белая пешка · h2 белая пешка · c1 белый слон · d1 белый ферзь · e1 белый король · h1 белая ладья | a8 чёрная ладья · d8 чёрный ферзь · e8 чёрный король · f8 чёрный слон · g8 чёрный конь · h8 чёрная ладья · a7 чёрная пешка · b7 чёрная пешка · c7 чёрная пешка · f7 чёрная пешка · g7 чёрная пешка · h7 чёрная пешка · d6 чёрная пешка · e5 чёрный конь · c4 белый слон · e4 белая пешка · g4 чёрный слон · c3 белый конь · a2 белая пешка · b2 белая пешка · c2 белая пешка · d2 белая пешка · f2 белая пешка · g2 белая пешка · h2 белая пешка · c1 белый слон · d1 белый ферзь · e1 белый король · h1 белая ладья | 7 |
| 6 | a8 чёрная ладья · d8 чёрный ферзь · e8 чёрный король · f8 чёрный слон · g8 чёрный конь · h8 чёрная ладья · a7 чёрная пешка · b7 чёрная пешка · c7 чёрная пешка · f7 чёрная пешка · g7 чёрная пешка · h7 чёрная пешка · d6 чёрная пешка · e5 чёрный конь · c4 белый слон · e4 белая пешка · g4 чёрный слон · c3 белый конь · a2 белая пешка · b2 белая пешка · c2 белая пешка · d2 белая пешка · f2 белая пешка · g2 белая пешка · h2 белая пешка · c1 белый слон · d1 белый ферзь · e1 белый король · h1 белая ладья | a8 чёрная ладья · d8 чёрный ферзь · e8 чёрный король · f8 чёрный слон · g8 чёрный конь · h8 чёрная ладья · a7 чёрная пешка · b7 чёрная пешка · c7 чёрная пешка · f7 чёрная пешка · g7 чёрная пешка · h7 чёрная пешка · d6 чёрная пешка · e5 чёрный конь · c4 белый слон · e4 белая пешка · g4 чёрный слон · c3 белый конь · a2 белая пешка · b2 белая пешка · c2 белая пешка · d2 белая пешка · f2 белая пешка · g2 белая пешка · h2 белая пешка · c1 белый слон · d1 белый ферзь · e1 белый король · h1 белая ладья | a8 чёрная ладья · d8 чёрный ферзь · e8 чёрный король · f8 чёрный слон · g8 чёрный конь · h8 чёрная ладья · a7 чёрная пешка · b7 чёрная пешка · c7 чёрная пешка · f7 чёрная пешка · g7 чёрная пешка · h7 чёрная пешка · d6 чёрная пешка · e5 чёрный конь · c4 белый слон · e4 белая пешка · g4 чёрный слон · c3 белый конь · a2 белая пешка · b2 белая пешка · c2 белая пешка · d2 белая пешка · f2 белая пешка · g2 белая пешка · h2 белая пешка · c1 белый слон · d1 белый ферзь · e1 белый король · h1 белая ладья | a8 чёрная ладья · d8 чёрный ферзь · e8 чёрный король · f8 чёрный слон · g8 чёрный конь · h8 чёрная ладья · a7 чёрная пешка · b7 чёрная пешка · c7 чёрная пешка · f7 чёрная пешка · g7 чёрная пешка · h7 чёрная пешка · d6 чёрная пешка · e5 чёрный конь · c4 белый слон · e4 белая пешка · g4 чёрный слон · c3 белый конь · a2 белая пешка · b2 белая пешка · c2 белая пешка · d2 белая пешка · f2 белая пешка · g2 белая пешка · h2 белая пешка · c1 белый слон · d1 белый ферзь · e1 белый король · h1 белая ладья | a8 чёрная ладья · d8 чёрный ферзь · e8 чёрный король · f8 чёрный слон · g8 чёрный конь · h8 чёрная ладья · a7 чёрная пешка · b7 чёрная пешка · c7 чёрная пешка · f7 чёрная пешка · g7 чёрная пешка · h7 чёрная пешка · d6 чёрная пешка · e5 чёрный конь · c4 белый слон · e4 белая пешка · g4 чёрный слон · c3 белый конь · a2 белая пешка · b2 белая пешка · c2 белая пешка · d2 белая пешка · f2 белая пешка · g2 белая пешка · h2 белая пешка · c1 белый слон · d1 белый ферзь · e1 белый король · h1 белая ладья | a8 чёрная ладья · d8 чёрный ферзь · e8 чёрный король · f8 чёрный слон · g8 чёрный конь · h8 чёрная ладья · a7 чёрная пешка · b7 чёрная пешка · c7 чёрная пешка · f7 чёрная пешка · g7 чёрная пешка · h7 чёрная пешка · d6 чёрная пешка · e5 чёрный конь · c4 белый слон · e4 белая пешка · g4 чёрный слон · c3 белый конь · a2 белая пешка · b2 белая пешка · c2 белая пешка · d2 белая пешка · f2 белая пешка · g2 белая пешка · h2 белая пешка · c1 белый слон · d1 белый ферзь · e1 белый король · h1 белая ладья | a8 чёрная ладья · d8 чёрный ферзь · e8 чёрный король · f8 чёрный слон · g8 чёрный конь · h8 чёрная ладья · a7 чёрная пешка · b7 чёрная пешка · c7 чёрная пешка · f7 чёрная пешка · g7 чёрная пешка · h7 чёрная пешка · d6 чёрная пешка · e5 чёрный конь · c4 белый слон · e4 белая пешка · g4 чёрный слон · c3 белый конь · a2 белая пешка · b2 белая пешка · c2 белая пешка · d2 белая пешка · f2 белая пешка · g2 белая пешка · h2 белая пешка · c1 белый слон · d1 белый ферзь · e1 белый король · h1 белая ладья | a8 чёрная ладья · d8 чёрный ферзь · e8 чёрный король · f8 чёрный слон · g8 чёрный конь · h8 чёрная ладья · a7 чёрная пешка · b7 чёрная пешка · c7 чёрная пешка · f7 чёрная пешка · g7 чёрная пешка · h7 чёрная пешка · d6 чёрная пешка · e5 чёрный конь · c4 белый слон · e4 белая пешка · g4 чёрный слон · c3 белый конь · a2 белая пешка · b2 белая пешка · c2 белая пешка · d2 белая пешка · f2 белая пешка · g2 белая пешка · h2 белая пешка · c1 белый слон · d1 белый ферзь · e1 белый король · h1 белая ладья | 6 |
| 5 | a8 чёрная ладья · d8 чёрный ферзь · e8 чёрный король · f8 чёрный слон · g8 чёрный конь · h8 чёрная ладья · a7 чёрная пешка · b7 чёрная пешка · c7 чёрная пешка · f7 чёрная пешка · g7 чёрная пешка · h7 чёрная пешка · d6 чёрная пешка · e5 чёрный конь · c4 белый слон · e4 белая пешка · g4 чёрный слон · c3 белый конь · a2 белая пешка · b2 белая пешка · c2 белая пешка · d2 белая пешка · f2 белая пешка · g2 белая пешка · h2 белая пешка · c1 белый слон · d1 белый ферзь · e1 белый король · h1 белая ладья | a8 чёрная ладья · d8 чёрный ферзь · e8 чёрный король · f8 чёрный слон · g8 чёрный конь · h8 чёрная ладья · a7 чёрная пешка · b7 чёрная пешка · c7 чёрная пешка · f7 чёрная пешка · g7 чёрная пешка · h7 чёрная пешка · d6 чёрная пешка · e5 чёрный конь · c4 белый слон · e4 белая пешка · g4 чёрный слон · c3 белый конь · a2 белая пешка · b2 белая пешка · c2 белая пешка · d2 белая пешка · f2 белая пешка · g2 белая пешка · h2 белая пешка · c1 белый слон · d1 белый ферзь · e1 белый король · h1 белая ладья | a8 чёрная ладья · d8 чёрный ферзь · e8 чёрный король · f8 чёрный слон · g8 чёрный конь · h8 чёрная ладья · a7 чёрная пешка · b7 чёрная пешка · c7 чёрная пешка · f7 чёрная пешка · g7 чёрная пешка · h7 чёрная пешка · d6 чёрная пешка · e5 чёрный конь · c4 белый слон · e4 белая пешка · g4 чёрный слон · c3 белый конь · a2 белая пешка · b2 белая пешка · c2 белая пешка · d2 белая пешка · f2 белая пешка · g2 белая пешка · h2 белая пешка · c1 белый слон · d1 белый ферзь · e1 белый король · h1 белая ладья | a8 чёрная ладья · d8 чёрный ферзь · e8 чёрный король · f8 чёрный слон · g8 чёрный конь · h8 чёрная ладья · a7 чёрная пешка · b7 чёрная пешка · c7 чёрная пешка · f7 чёрная пешка · g7 чёрная пешка · h7 чёрная пешка · d6 чёрная пешка · e5 чёрный конь · c4 белый слон · e4 белая пешка · g4 чёрный слон · c3 белый конь · a2 белая пешка · b2 белая пешка · c2 белая пешка · d2 белая пешка · f2 белая пешка · g2 белая пешка · h2 белая пешка · c1 белый слон · d1 белый ферзь · e1 белый король · h1 белая ладья | a8 чёрная ладья · d8 чёрный ферзь · e8 чёрный король · f8 чёрный слон · g8 чёрный конь · h8 чёрная ладья · a7 чёрная пешка · b7 чёрная пешка · c7 чёрная пешка · f7 чёрная пешка · g7 чёрная пешка · h7 чёрная пешка · d6 чёрная пешка · e5 чёрный конь · c4 белый слон · e4 белая пешка · g4 чёрный слон · c3 белый конь · a2 белая пешка · b2 белая пешка · c2 белая пешка · d2 белая пешка · f2 белая пешка · g2 белая пешка · h2 белая пешка · c1 белый слон · d1 белый ферзь · e1 белый король · h1 белая ладья | a8 чёрная ладья · d8 чёрный ферзь · e8 чёрный король · f8 чёрный слон · g8 чёрный конь · h8 чёрная ладья · a7 чёрная пешка · b7 чёрная пешка · c7 чёрная пешка · f7 чёрная пешка · g7 чёрная пешка · h7 чёрная пешка · d6 чёрная пешка · e5 чёрный конь · c4 белый слон · e4 белая пешка · g4 чёрный слон · c3 белый конь · a2 белая пешка · b2 белая пешка · c2 белая пешка · d2 белая пешка · f2 белая пешка · g2 белая пешка · h2 белая пешка · c1 белый слон · d1 белый ферзь · e1 белый король · h1 белая ладья | a8 чёрная ладья · d8 чёрный ферзь · e8 чёрный король · f8 чёрный слон · g8 чёрный конь · h8 чёрная ладья · a7 чёрная пешка · b7 чёрная пешка · c7 чёрная пешка · f7 чёрная пешка · g7 чёрная пешка · h7 чёрная пешка · d6 чёрная пешка · e5 чёрный конь · c4 белый слон · e4 белая пешка · g4 чёрный слон · c3 белый конь · a2 белая пешка · b2 белая пешка · c2 белая пешка · d2 белая пешка · f2 белая пешка · g2 белая пешка · h2 белая пешка · c1 белый слон · d1 белый ферзь · e1 белый король · h1 белая ладья | a8 чёрная ладья · d8 чёрный ферзь · e8 чёрный король · f8 чёрный слон · g8 чёрный конь · h8 чёрная ладья · a7 чёрная пешка · b7 чёрная пешка · c7 чёрная пешка · f7 чёрная пешка · g7 чёрная пешка · h7 чёрная пешка · d6 чёрная пешка · e5 чёрный конь · c4 белый слон · e4 белая пешка · g4 чёрный слон · c3 белый конь · a2 белая пешка · b2 белая пешка · c2 белая пешка · d2 белая пешка · f2 белая пешка · g2 белая пешка · h2 белая пешка · c1 белый слон · d1 белый ферзь · e1 белый король · h1 белая ладья | 5 |
| 4 | a8 чёрная ладья · d8 чёрный ферзь · e8 чёрный король · f8 чёрный слон · g8 чёрный конь · h8 чёрная ладья · a7 чёрная пешка · b7 чёрная пешка · c7 чёрная пешка · f7 чёрная пешка · g7 чёрная пешка · h7 чёрная пешка · d6 чёрная пешка · e5 чёрный конь · c4 белый слон · e4 белая пешка · g4 чёрный слон · c3 белый конь · a2 белая пешка · b2 белая пешка · c2 белая пешка · d2 белая пешка · f2 белая пешка · g2 белая пешка · h2 белая пешка · c1 белый слон · d1 белый ферзь · e1 белый король · h1 белая ладья | a8 чёрная ладья · d8 чёрный ферзь · e8 чёрный король · f8 чёрный слон · g8 чёрный конь · h8 чёрная ладья · a7 чёрная пешка · b7 чёрная пешка · c7 чёрная пешка · f7 чёрная пешка · g7 чёрная пешка · h7 чёрная пешка · d6 чёрная пешка · e5 чёрный конь · c4 белый слон · e4 белая пешка · g4 чёрный слон · c3 белый конь · a2 белая пешка · b2 белая пешка · c2 белая пешка · d2 белая пешка · f2 белая пешка · g2 белая пешка · h2 белая пешка · c1 белый слон · d1 белый ферзь · e1 белый король · h1 белая ладья | a8 чёрная ладья · d8 чёрный ферзь · e8 чёрный король · f8 чёрный слон · g8 чёрный конь · h8 чёрная ладья · a7 чёрная пешка · b7 чёрная пешка · c7 чёрная пешка · f7 чёрная пешка · g7 чёрная пешка · h7 чёрная пешка · d6 чёрная пешка · e5 чёрный конь · c4 белый слон · e4 белая пешка · g4 чёрный слон · c3 белый конь · a2 белая пешка · b2 белая пешка · c2 белая пешка · d2 белая пешка · f2 белая пешка · g2 белая пешка · h2 белая пешка · c1 белый слон · d1 белый ферзь · e1 белый король · h1 белая ладья | a8 чёрная ладья · d8 чёрный ферзь · e8 чёрный король · f8 чёрный слон · g8 чёрный конь · h8 чёрная ладья · a7 чёрная пешка · b7 чёрная пешка · c7 чёрная пешка · f7 чёрная пешка · g7 чёрная пешка · h7 чёрная пешка · d6 чёрная пешка · e5 чёрный конь · c4 белый слон · e4 белая пешка · g4 чёрный слон · c3 белый конь · a2 белая пешка · b2 белая пешка · c2 белая пешка · d2 белая пешка · f2 белая пешка · g2 белая пешка · h2 белая пешка · c1 белый слон · d1 белый ферзь · e1 белый король · h1 белая ладья | a8 чёрная ладья · d8 чёрный ферзь · e8 чёрный король · f8 чёрный слон · g8 чёрный конь · h8 чёрная ладья · a7 чёрная пешка · b7 чёрная пешка · c7 чёрная пешка · f7 чёрная пешка · g7 чёрная пешка · h7 чёрная пешка · d6 чёрная пешка · e5 чёрный конь · c4 белый слон · e4 белая пешка · g4 чёрный слон · c3 белый конь · a2 белая пешка · b2 белая пешка · c2 белая пешка · d2 белая пешка · f2 белая пешка · g2 белая пешка · h2 белая пешка · c1 белый слон · d1 белый ферзь · e1 белый король · h1 белая ладья | a8 чёрная ладья · d8 чёрный ферзь · e8 чёрный король · f8 чёрный слон · g8 чёрный конь · h8 чёрная ладья · a7 чёрная пешка · b7 чёрная пешка · c7 чёрная пешка · f7 чёрная пешка · g7 чёрная пешка · h7 чёрная пешка · d6 чёрная пешка · e5 чёрный конь · c4 белый слон · e4 белая пешка · g4 чёрный слон · c3 белый конь · a2 белая пешка · b2 белая пешка · c2 белая пешка · d2 белая пешка · f2 белая пешка · g2 белая пешка · h2 белая пешка · c1 белый слон · d1 белый ферзь · e1 белый король · h1 белая ладья | a8 чёрная ладья · d8 чёрный ферзь · e8 чёрный король · f8 чёрный слон · g8 чёрный конь · h8 чёрная ладья · a7 чёрная пешка · b7 чёрная пешка · c7 чёрная пешка · f7 чёрная пешка · g7 чёрная пешка · h7 чёрная пешка · d6 чёрная пешка · e5 чёрный конь · c4 белый слон · e4 белая пешка · g4 чёрный слон · c3 белый конь · a2 белая пешка · b2 белая пешка · c2 белая пешка · d2 белая пешка · f2 белая пешка · g2 белая пешка · h2 белая пешка · c1 белый слон · d1 белый ферзь · e1 белый король · h1 белая ладья | a8 чёрная ладья · d8 чёрный ферзь · e8 чёрный король · f8 чёрный слон · g8 чёрный конь · h8 чёрная ладья · a7 чёрная пешка · b7 чёрная пешка · c7 чёрная пешка · f7 чёрная пешка · g7 чёрная пешка · h7 чёрная пешка · d6 чёрная пешка · e5 чёрный конь · c4 белый слон · e4 белая пешка · g4 чёрный слон · c3 белый конь · a2 белая пешка · b2 белая пешка · c2 белая пешка · d2 белая пешка · f2 белая пешка · g2 белая пешка · h2 белая пешка · c1 белый слон · d1 белый ферзь · e1 белый король · h1 белая ладья | 4 |
| 3 | a8 чёрная ладья · d8 чёрный ферзь · e8 чёрный король · f8 чёрный слон · g8 чёрный конь · h8 чёрная ладья · a7 чёрная пешка · b7 чёрная пешка · c7 чёрная пешка · f7 чёрная пешка · g7 чёрная пешка · h7 чёрная пешка · d6 чёрная пешка · e5 чёрный конь · c4 белый слон · e4 белая пешка · g4 чёрный слон · c3 белый конь · a2 белая пешка · b2 белая пешка · c2 белая пешка · d2 белая пешка · f2 белая пешка · g2 белая пешка · h2 белая пешка · c1 белый слон · d1 белый ферзь · e1 белый король · h1 белая ладья | a8 чёрная ладья · d8 чёрный ферзь · e8 чёрный король · f8 чёрный слон · g8 чёрный конь · h8 чёрная ладья · a7 чёрная пешка · b7 чёрная пешка · c7 чёрная пешка · f7 чёрная пешка · g7 чёрная пешка · h7 чёрная пешка · d6 чёрная пешка · e5 чёрный конь · c4 белый слон · e4 белая пешка · g4 чёрный слон · c3 белый конь · a2 белая пешка · b2 белая пешка · c2 белая пешка · d2 белая пешка · f2 белая пешка · g2 белая пешка · h2 белая пешка · c1 белый слон · d1 белый ферзь · e1 белый король · h1 белая ладья | a8 чёрная ладья · d8 чёрный ферзь · e8 чёрный король · f8 чёрный слон · g8 чёрный конь · h8 чёрная ладья · a7 чёрная пешка · b7 чёрная пешка · c7 чёрная пешка · f7 чёрная пешка · g7 чёрная пешка · h7 чёрная пешка · d6 чёрная пешка · e5 чёрный конь · c4 белый слон · e4 белая пешка · g4 чёрный слон · c3 белый конь · a2 белая пешка · b2 белая пешка · c2 белая пешка · d2 белая пешка · f2 белая пешка · g2 белая пешка · h2 белая пешка · c1 белый слон · d1 белый ферзь · e1 белый король · h1 белая ладья | a8 чёрная ладья · d8 чёрный ферзь · e8 чёрный король · f8 чёрный слон · g8 чёрный конь · h8 чёрная ладья · a7 чёрная пешка · b7 чёрная пешка · c7 чёрная пешка · f7 чёрная пешка · g7 чёрная пешка · h7 чёрная пешка · d6 чёрная пешка · e5 чёрный конь · c4 белый слон · e4 белая пешка · g4 чёрный слон · c3 белый конь · a2 белая пешка · b2 белая пешка · c2 белая пешка · d2 белая пешка · f2 белая пешка · g2 белая пешка · h2 белая пешка · c1 белый слон · d1 белый ферзь · e1 белый король · h1 белая ладья | a8 чёрная ладья · d8 чёрный ферзь · e8 чёрный король · f8 чёрный слон · g8 чёрный конь · h8 чёрная ладья · a7 чёрная пешка · b7 чёрная пешка · c7 чёрная пешка · f7 чёрная пешка · g7 чёрная пешка · h7 чёрная пешка · d6 чёрная пешка · e5 чёрный конь · c4 белый слон · e4 белая пешка · g4 чёрный слон · c3 белый конь · a2 белая пешка · b2 белая пешка · c2 белая пешка · d2 белая пешка · f2 белая пешка · g2 белая пешка · h2 белая пешка · c1 белый слон · d1 белый ферзь · e1 белый король · h1 белая ладья | a8 чёрная ладья · d8 чёрный ферзь · e8 чёрный король · f8 чёрный слон · g8 чёрный конь · h8 чёрная ладья · a7 чёрная пешка · b7 чёрная пешка · c7 чёрная пешка · f7 чёрная пешка · g7 чёрная пешка · h7 чёрная пешка · d6 чёрная пешка · e5 чёрный конь · c4 белый слон · e4 белая пешка · g4 чёрный слон · c3 белый конь · a2 белая пешка · b2 белая пешка · c2 белая пешка · d2 белая пешка · f2 белая пешка · g2 белая пешка · h2 белая пешка · c1 белый слон · d1 белый ферзь · e1 белый король · h1 белая ладья | a8 чёрная ладья · d8 чёрный ферзь · e8 чёрный король · f8 чёрный слон · g8 чёрный конь · h8 чёрная ладья · a7 чёрная пешка · b7 чёрная пешка · c7 чёрная пешка · f7 чёрная пешка · g7 чёрная пешка · h7 чёрная пешка · d6 чёрная пешка · e5 чёрный конь · c4 белый слон · e4 белая пешка · g4 чёрный слон · c3 белый конь · a2 белая пешка · b2 белая пешка · c2 белая пешка · d2 белая пешка · f2 белая пешка · g2 белая пешка · h2 белая пешка · c1 белый слон · d1 белый ферзь · e1 белый король · h1 белая ладья | a8 чёрная ладья · d8 чёрный ферзь · e8 чёрный король · f8 чёрный слон · g8 чёрный конь · h8 чёрная ладья · a7 чёрная пешка · b7 чёрная пешка · c7 чёрная пешка · f7 чёрная пешка · g7 чёрная пешка · h7 чёрная пешка · d6 чёрная пешка · e5 чёрный конь · c4 белый слон · e4 белая пешка · g4 чёрный слон · c3 белый конь · a2 белая пешка · b2 белая пешка · c2 белая пешка · d2 белая пешка · f2 белая пешка · g2 белая пешка · h2 белая пешка · c1 белый слон · d1 белый ферзь · e1 белый король · h1 белая ладья | 3 |
| 2 | a8 чёрная ладья · d8 чёрный ферзь · e8 чёрный король · f8 чёрный слон · g8 чёрный конь · h8 чёрная ладья · a7 чёрная пешка · b7 чёрная пешка · c7 чёрная пешка · f7 чёрная пешка · g7 чёрная пешка · h7 чёрная пешка · d6 чёрная пешка · e5 чёрный конь · c4 белый слон · e4 белая пешка · g4 чёрный слон · c3 белый конь · a2 белая пешка · b2 белая пешка · c2 белая пешка · d2 белая пешка · f2 белая пешка · g2 белая пешка · h2 белая пешка · c1 белый слон · d1 белый ферзь · e1 белый король · h1 белая ладья | a8 чёрная ладья · d8 чёрный ферзь · e8 чёрный король · f8 чёрный слон · g8 чёрный конь · h8 чёрная ладья · a7 чёрная пешка · b7 чёрная пешка · c7 чёрная пешка · f7 чёрная пешка · g7 чёрная пешка · h7 чёрная пешка · d6 чёрная пешка · e5 чёрный конь · c4 белый слон · e4 белая пешка · g4 чёрный слон · c3 белый конь · a2 белая пешка · b2 белая пешка · c2 белая пешка · d2 белая пешка · f2 белая пешка · g2 белая пешка · h2 белая пешка · c1 белый слон · d1 белый ферзь · e1 белый король · h1 белая ладья | a8 чёрная ладья · d8 чёрный ферзь · e8 чёрный король · f8 чёрный слон · g8 чёрный конь · h8 чёрная ладья · a7 чёрная пешка · b7 чёрная пешка · c7 чёрная пешка · f7 чёрная пешка · g7 чёрная пешка · h7 чёрная пешка · d6 чёрная пешка · e5 чёрный конь · c4 белый слон · e4 белая пешка · g4 чёрный слон · c3 белый конь · a2 белая пешка · b2 белая пешка · c2 белая пешка · d2 белая пешка · f2 белая пешка · g2 белая пешка · h2 белая пешка · c1 белый слон · d1 белый ферзь · e1 белый король · h1 белая ладья | a8 чёрная ладья · d8 чёрный ферзь · e8 чёрный король · f8 чёрный слон · g8 чёрный конь · h8 чёрная ладья · a7 чёрная пешка · b7 чёрная пешка · c7 чёрная пешка · f7 чёрная пешка · g7 чёрная пешка · h7 чёрная пешка · d6 чёрная пешка · e5 чёрный конь · c4 белый слон · e4 белая пешка · g4 чёрный слон · c3 белый конь · a2 белая пешка · b2 белая пешка · c2 белая пешка · d2 белая пешка · f2 белая пешка · g2 белая пешка · h2 белая пешка · c1 белый слон · d1 белый ферзь · e1 белый король · h1 белая ладья | a8 чёрная ладья · d8 чёрный ферзь · e8 чёрный король · f8 чёрный слон · g8 чёрный конь · h8 чёрная ладья · a7 чёрная пешка · b7 чёрная пешка · c7 чёрная пешка · f7 чёрная пешка · g7 чёрная пешка · h7 чёрная пешка · d6 чёрная пешка · e5 чёрный конь · c4 белый слон · e4 белая пешка · g4 чёрный слон · c3 белый конь · a2 белая пешка · b2 белая пешка · c2 белая пешка · d2 белая пешка · f2 белая пешка · g2 белая пешка · h2 белая пешка · c1 белый слон · d1 белый ферзь · e1 белый король · h1 белая ладья | a8 чёрная ладья · d8 чёрный ферзь · e8 чёрный король · f8 чёрный слон · g8 чёрный конь · h8 чёрная ладья · a7 чёрная пешка · b7 чёрная пешка · c7 чёрная пешка · f7 чёрная пешка · g7 чёрная пешка · h7 чёрная пешка · d6 чёрная пешка · e5 чёрный конь · c4 белый слон · e4 белая пешка · g4 чёрный слон · c3 белый конь · a2 белая пешка · b2 белая пешка · c2 белая пешка · d2 белая пешка · f2 белая пешка · g2 белая пешка · h2 белая пешка · c1 белый слон · d1 белый ферзь · e1 белый король · h1 белая ладья | a8 чёрная ладья · d8 чёрный ферзь · e8 чёрный король · f8 чёрный слон · g8 чёрный конь · h8 чёрная ладья · a7 чёрная пешка · b7 чёрная пешка · c7 чёрная пешка · f7 чёрная пешка · g7 чёрная пешка · h7 чёрная пешка · d6 чёрная пешка · e5 чёрный конь · c4 белый слон · e4 белая пешка · g4 чёрный слон · c3 белый конь · a2 белая пешка · b2 белая пешка · c2 белая пешка · d2 белая пешка · f2 белая пешка · g2 белая пешка · h2 белая пешка · c1 белый слон · d1 белый ферзь · e1 белый король · h1 белая ладья | a8 чёрная ладья · d8 чёрный ферзь · e8 чёрный король · f8 чёрный слон · g8 чёрный конь · h8 чёрная ладья · a7 чёрная пешка · b7 чёрная пешка · c7 чёрная пешка · f7 чёрная пешка · g7 чёрная пешка · h7 чёрная пешка · d6 чёрная пешка · e5 чёрный конь · c4 белый слон · e4 белая пешка · g4 чёрный слон · c3 белый конь · a2 белая пешка · b2 белая пешка · c2 белая пешка · d2 белая пешка · f2 белая пешка · g2 белая пешка · h2 белая пешка · c1 белый слон · d1 белый ферзь · e1 белый король · h1 белая ладья | 2 |
| 1 | a8 чёрная ладья · d8 чёрный ферзь · e8 чёрный король · f8 чёрный слон · g8 чёрный конь · h8 чёрная ладья · a7 чёрная пешка · b7 чёрная пешка · c7 чёрная пешка · f7 чёрная пешка · g7 чёрная пешка · h7 чёрная пешка · d6 чёрная пешка · e5 чёрный конь · c4 белый слон · e4 белая пешка · g4 чёрный слон · c3 белый конь · a2 белая пешка · b2 белая пешка · c2 белая пешка · d2 белая пешка · f2 белая пешка · g2 белая пешка · h2 белая пешка · c1 белый слон · d1 белый ферзь · e1 белый король · h1 белая ладья | a8 чёрная ладья · d8 чёрный ферзь · e8 чёрный король · f8 чёрный слон · g8 чёрный конь · h8 чёрная ладья · a7 чёрная пешка · b7 чёрная пешка · c7 чёрная пешка · f7 чёрная пешка · g7 чёрная пешка · h7 чёрная пешка · d6 чёрная пешка · e5 чёрный конь · c4 белый слон · e4 белая пешка · g4 чёрный слон · c3 белый конь · a2 белая пешка · b2 белая пешка · c2 белая пешка · d2 белая пешка · f2 белая пешка · g2 белая пешка · h2 белая пешка · c1 белый слон · d1 белый ферзь · e1 белый король · h1 белая ладья | a8 чёрная ладья · d8 чёрный ферзь · e8 чёрный король · f8 чёрный слон · g8 чёрный конь · h8 чёрная ладья · a7 чёрная пешка · b7 чёрная пешка · c7 чёрная пешка · f7 чёрная пешка · g7 чёрная пешка · h7 чёрная пешка · d6 чёрная пешка · e5 чёрный конь · c4 белый слон · e4 белая пешка · g4 чёрный слон · c3 белый конь · a2 белая пешка · b2 белая пешка · c2 белая пешка · d2 белая пешка · f2 белая пешка · g2 белая пешка · h2 белая пешка · c1 белый слон · d1 белый ферзь · e1 белый король · h1 белая ладья | a8 чёрная ладья · d8 чёрный ферзь · e8 чёрный король · f8 чёрный слон · g8 чёрный конь · h8 чёрная ладья · a7 чёрная пешка · b7 чёрная пешка · c7 чёрная пешка · f7 чёрная пешка · g7 чёрная пешка · h7 чёрная пешка · d6 чёрная пешка · e5 чёрный конь · c4 белый слон · e4 белая пешка · g4 чёрный слон · c3 белый конь · a2 белая пешка · b2 белая пешка · c2 белая пешка · d2 белая пешка · f2 белая пешка · g2 белая пешка · h2 белая пешка · c1 белый слон · d1 белый ферзь · e1 белый король · h1 белая ладья | a8 чёрная ладья · d8 чёрный ферзь · e8 чёрный король · f8 чёрный слон · g8 чёрный конь · h8 чёрная ладья · a7 чёрная пешка · b7 чёрная пешка · c7 чёрная пешка · f7 чёрная пешка · g7 чёрная пешка · h7 чёрная пешка · d6 чёрная пешка · e5 чёрный конь · c4 белый слон · e4 белая пешка · g4 чёрный слон · c3 белый конь · a2 белая пешка · b2 белая пешка · c2 белая пешка · d2 белая пешка · f2 белая пешка · g2 белая пешка · h2 белая пешка · c1 белый слон · d1 белый ферзь · e1 белый король · h1 белая ладья | a8 чёрная ладья · d8 чёрный ферзь · e8 чёрный король · f8 чёрный слон · g8 чёрный конь · h8 чёрная ладья · a7 чёрная пешка · b7 чёрная пешка · c7 чёрная пешка · f7 чёрная пешка · g7 чёрная пешка · h7 чёрная пешка · d6 чёрная пешка · e5 чёрный конь · c4 белый слон · e4 белая пешка · g4 чёрный слон · c3 белый конь · a2 белая пешка · b2 белая пешка · c2 белая пешка · d2 белая пешка · f2 белая пешка · g2 белая пешка · h2 белая пешка · c1 белый слон · d1 белый ферзь · e1 белый король · h1 белая ладья | a8 чёрная ладья · d8 чёрный ферзь · e8 чёрный король · f8 чёрный слон · g8 чёрный конь · h8 чёрная ладья · a7 чёрная пешка · b7 чёрная пешка · c7 чёрная пешка · f7 чёрная пешка · g7 чёрная пешка · h7 чёрная пешка · d6 чёрная пешка · e5 чёрный конь · c4 белый слон · e4 белая пешка · g4 чёрный слон · c3 белый конь · a2 белая пешка · b2 белая пешка · c2 белая пешка · d2 белая пешка · f2 белая пешка · g2 белая пешка · h2 белая пешка · c1 белый слон · d1 белый ферзь · e1 белый король · h1 белая ладья | a8 чёрная ладья · d8 чёрный ферзь · e8 чёрный король · f8 чёрный слон · g8 чёрный конь · h8 чёрная ладья · a7 чёрная пешка · b7 чёрная пешка · c7 чёрная пешка · f7 чёрная пешка · g7 чёрная пешка · h7 чёрная пешка · d6 чёрная пешка · e5 чёрный конь · c4 белый слон · e4 белая пешка · g4 чёрный слон · c3 белый конь · a2 белая пешка · b2 белая пешка · c2 белая пешка · d2 белая пешка · f2 белая пешка · g2 белая пешка · h2 белая пешка · c1 белый слон · d1 белый ферзь · e1 белый король · h1 белая ладья | 1 |
|   | a | b | c | d | e | f | g | h |   |

|   | a | b | c | d | e | f | g | h |   |
| - | --- | --- | --- | --- | --- | --- | --- | --- | - |
| 8 | a8 чёрная ладья · b8 чёрный конь · d8 чёрный ферзь · e8 чёрный король · f8 чёрный слон · g8 чёрный конь · h8 чёрная ладья · a7 чёрная пешка · b7 чёрная пешка · c7 чёрная пешка · f7 чёрная пешка · h7 чёрная пешка · d6 чёрная пешка · g6 чёрная пешка · e5 чёрная пешка · c4 белый слон · e4 белая пешка · g4 чёрный слон · c3 белый конь · f3 белый конь · a2 белая пешка · b2 белая пешка · c2 белая пешка · d2 белая пешка · f2 белая пешка · g2 белая пешка · h2 белая пешка · a1 белая ладья · c1 белый слон · d1 белый ферзь · e1 белый король · h1 белая ладья | a8 чёрная ладья · b8 чёрный конь · d8 чёрный ферзь · e8 чёрный король · f8 чёрный слон · g8 чёрный конь · h8 чёрная ладья · a7 чёрная пешка · b7 чёрная пешка · c7 чёрная пешка · f7 чёрная пешка · h7 чёрная пешка · d6 чёрная пешка · g6 чёрная пешка · e5 чёрная пешка · c4 белый слон · e4 белая пешка · g4 чёрный слон · c3 белый конь · f3 белый конь · a2 белая пешка · b2 белая пешка · c2 белая пешка · d2 белая пешка · f2 белая пешка · g2 белая пешка · h2 белая пешка · a1 белая ладья · c1 белый слон · d1 белый ферзь · e1 белый король · h1 белая ладья | a8 чёрная ладья · b8 чёрный конь · d8 чёрный ферзь · e8 чёрный король · f8 чёрный слон · g8 чёрный конь · h8 чёрная ладья · a7 чёрная пешка · b7 чёрная пешка · c7 чёрная пешка · f7 чёрная пешка · h7 чёрная пешка · d6 чёрная пешка · g6 чёрная пешка · e5 чёрная пешка · c4 белый слон · e4 белая пешка · g4 чёрный слон · c3 белый конь · f3 белый конь · a2 белая пешка · b2 белая пешка · c2 белая пешка · d2 белая пешка · f2 белая пешка · g2 белая пешка · h2 белая пешка · a1 белая ладья · c1 белый слон · d1 белый ферзь · e1 белый король · h1 белая ладья | a8 чёрная ладья · b8 чёрный конь · d8 чёрный ферзь · e8 чёрный король · f8 чёрный слон · g8 чёрный конь · h8 чёрная ладья · a7 чёрная пешка · b7 чёрная пешка · c7 чёрная пешка · f7 чёрная пешка · h7 чёрная пешка · d6 чёрная пешка · g6 чёрная пешка · e5 чёрная пешка · c4 белый слон · e4 белая пешка · g4 чёрный слон · c3 белый конь · f3 белый конь · a2 белая пешка · b2 белая пешка · c2 белая пешка · d2 белая пешка · f2 белая пешка · g2 белая пешка · h2 белая пешка · a1 белая ладья · c1 белый слон · d1 белый ферзь · e1 белый король · h1 белая ладья | a8 чёрная ладья · b8 чёрный конь · d8 чёрный ферзь · e8 чёрный король · f8 чёрный слон · g8 чёрный конь · h8 чёрная ладья · a7 чёрная пешка · b7 чёрная пешка · c7 чёрная пешка · f7 чёрная пешка · h7 чёрная пешка · d6 чёрная пешка · g6 чёрная пешка · e5 чёрная пешка · c4 белый слон · e4 белая пешка · g4 чёрный слон · c3 белый конь · f3 белый конь · a2 белая пешка · b2 белая пешка · c2 белая пешка · d2 белая пешка · f2 белая пешка · g2 белая пешка · h2 белая пешка · a1 белая ладья · c1 белый слон · d1 белый ферзь · e1 белый король · h1 белая ладья | a8 чёрная ладья · b8 чёрный конь · d8 чёрный ферзь · e8 чёрный король · f8 чёрный слон · g8 чёрный конь · h8 чёрная ладья · a7 чёрная пешка · b7 чёрная пешка · c7 чёрная пешка · f7 чёрная пешка · h7 чёрная пешка · d6 чёрная пешка · g6 чёрная пешка · e5 чёрная пешка · c4 белый слон · e4 белая пешка · g4 чёрный слон · c3 белый конь · f3 белый конь · a2 белая пешка · b2 белая пешка · c2 белая пешка · d2 белая пешка · f2 белая пешка · g2 белая пешка · h2 белая пешка · a1 белая ладья · c1 белый слон · d1 белый ферзь · e1 белый король · h1 белая ладья | a8 чёрная ладья · b8 чёрный конь · d8 чёрный ферзь · e8 чёрный король · f8 чёрный слон · g8 чёрный конь · h8 чёрная ладья · a7 чёрная пешка · b7 чёрная пешка · c7 чёрная пешка · f7 чёрная пешка · h7 чёрная пешка · d6 чёрная пешка · g6 чёрная пешка · e5 чёрная пешка · c4 белый слон · e4 белая пешка · g4 чёрный слон · c3 белый конь · f3 белый конь · a2 белая пешка · b2 белая пешка · c2 белая пешка · d2 белая пешка · f2 белая пешка · g2 белая пешка · h2 белая пешка · a1 белая ладья · c1 белый слон · d1 белый ферзь · e1 белый король · h1 белая ладья | a8 чёрная ладья · b8 чёрный конь · d8 чёрный ферзь · e8 чёрный король · f8 чёрный слон · g8 чёрный конь · h8 чёрная ладья · a7 чёрная пешка · b7 чёрная пешка · c7 чёрная пешка · f7 чёрная пешка · h7 чёрная пешка · d6 чёрная пешка · g6 чёрная пешка · e5 чёрная пешка · c4 белый слон · e4 белая пешка · g4 чёрный слон · c3 белый конь · f3 белый конь · a2 белая пешка · b2 белая пешка · c2 белая пешка · d2 белая пешка · f2 белая пешка · g2 белая пешка · h2 белая пешка · a1 белая ладья · c1 белый слон · d1 белый ферзь · e1 белый король · h1 белая ладья | 8 |
| 7 | a8 чёрная ладья · b8 чёрный конь · d8 чёрный ферзь · e8 чёрный король · f8 чёрный слон · g8 чёрный конь · h8 чёрная ладья · a7 чёрная пешка · b7 чёрная пешка · c7 чёрная пешка · f7 чёрная пешка · h7 чёрная пешка · d6 чёрная пешка · g6 чёрная пешка · e5 чёрная пешка · c4 белый слон · e4 белая пешка · g4 чёрный слон · c3 белый конь · f3 белый конь · a2 белая пешка · b2 белая пешка · c2 белая пешка · d2 белая пешка · f2 белая пешка · g2 белая пешка · h2 белая пешка · a1 белая ладья · c1 белый слон · d1 белый ферзь · e1 белый король · h1 белая ладья | a8 чёрная ладья · b8 чёрный конь · d8 чёрный ферзь · e8 чёрный король · f8 чёрный слон · g8 чёрный конь · h8 чёрная ладья · a7 чёрная пешка · b7 чёрная пешка · c7 чёрная пешка · f7 чёрная пешка · h7 чёрная пешка · d6 чёрная пешка · g6 чёрная пешка · e5 чёрная пешка · c4 белый слон · e4 белая пешка · g4 чёрный слон · c3 белый конь · f3 белый конь · a2 белая пешка · b2 белая пешка · c2 белая пешка · d2 белая пешка · f2 белая пешка · g2 белая пешка · h2 белая пешка · a1 белая ладья · c1 белый слон · d1 белый ферзь · e1 белый король · h1 белая ладья | a8 чёрная ладья · b8 чёрный конь · d8 чёрный ферзь · e8 чёрный король · f8 чёрный слон · g8 чёрный конь · h8 чёрная ладья · a7 чёрная пешка · b7 чёрная пешка · c7 чёрная пешка · f7 чёрная пешка · h7 чёрная пешка · d6 чёрная пешка · g6 чёрная пешка · e5 чёрная пешка · c4 белый слон · e4 белая пешка · g4 чёрный слон · c3 белый конь · f3 белый конь · a2 белая пешка · b2 белая пешка · c2 белая пешка · d2 белая пешка · f2 белая пешка · g2 белая пешка · h2 белая пешка · a1 белая ладья · c1 белый слон · d1 белый ферзь · e1 белый король · h1 белая ладья | a8 чёрная ладья · b8 чёрный конь · d8 чёрный ферзь · e8 чёрный король · f8 чёрный слон · g8 чёрный конь · h8 чёрная ладья · a7 чёрная пешка · b7 чёрная пешка · c7 чёрная пешка · f7 чёрная пешка · h7 чёрная пешка · d6 чёрная пешка · g6 чёрная пешка · e5 чёрная пешка · c4 белый слон · e4 белая пешка · g4 чёрный слон · c3 белый конь · f3 белый конь · a2 белая пешка · b2 белая пешка · c2 белая пешка · d2 белая пешка · f2 белая пешка · g2 белая пешка · h2 белая пешка · a1 белая ладья · c1 белый слон · d1 белый ферзь · e1 белый король · h1 белая ладья | a8 чёрная ладья · b8 чёрный конь · d8 чёрный ферзь · e8 чёрный король · f8 чёрный слон · g8 чёрный конь · h8 чёрная ладья · a7 чёрная пешка · b7 чёрная пешка · c7 чёрная пешка · f7 чёрная пешка · h7 чёрная пешка · d6 чёрная пешка · g6 чёрная пешка · e5 чёрная пешка · c4 белый слон · e4 белая пешка · g4 чёрный слон · c3 белый конь · f3 белый конь · a2 белая пешка · b2 белая пешка · c2 белая пешка · d2 белая пешка · f2 белая пешка · g2 белая пешка · h2 белая пешка · a1 белая ладья · c1 белый слон · d1 белый ферзь · e1 белый король · h1 белая ладья | a8 чёрная ладья · b8 чёрный конь · d8 чёрный ферзь · e8 чёрный король · f8 чёрный слон · g8 чёрный конь · h8 чёрная ладья · a7 чёрная пешка · b7 чёрная пешка · c7 чёрная пешка · f7 чёрная пешка · h7 чёрная пешка · d6 чёрная пешка · g6 чёрная пешка · e5 чёрная пешка · c4 белый слон · e4 белая пешка · g4 чёрный слон · c3 белый конь · f3 белый конь · a2 белая пешка · b2 белая пешка · c2 белая пешка · d2 белая пешка · f2 белая пешка · g2 белая пешка · h2 белая пешка · a1 белая ладья · c1 белый слон · d1 белый ферзь · e1 белый король · h1 белая ладья | a8 чёрная ладья · b8 чёрный конь · d8 чёрный ферзь · e8 чёрный король · f8 чёрный слон · g8 чёрный конь · h8 чёрная ладья · a7 чёрная пешка · b7 чёрная пешка · c7 чёрная пешка · f7 чёрная пешка · h7 чёрная пешка · d6 чёрная пешка · g6 чёрная пешка · e5 чёрная пешка · c4 белый слон · e4 белая пешка · g4 чёрный слон · c3 белый конь · f3 белый конь · a2 белая пешка · b2 белая пешка · c2 белая пешка · d2 белая пешка · f2 белая пешка · g2 белая пешка · h2 белая пешка · a1 белая ладья · c1 белый слон · d1 белый ферзь · e1 белый король · h1 белая ладья | a8 чёрная ладья · b8 чёрный конь · d8 чёрный ферзь · e8 чёрный король · f8 чёрный слон · g8 чёрный конь · h8 чёрная ладья · a7 чёрная пешка · b7 чёрная пешка · c7 чёрная пешка · f7 чёрная пешка · h7 чёрная пешка · d6 чёрная пешка · g6 чёрная пешка · e5 чёрная пешка · c4 белый слон · e4 белая пешка · g4 чёрный слон · c3 белый конь · f3 белый конь · a2 белая пешка · b2 белая пешка · c2 белая пешка · d2 белая пешка · f2 белая пешка · g2 белая пешка · h2 белая пешка · a1 белая ладья · c1 белый слон · d1 белый ферзь · e1 белый король · h1 белая ладья | 7 |
| 6 | a8 чёрная ладья · b8 чёрный конь · d8 чёрный ферзь · e8 чёрный король · f8 чёрный слон · g8 чёрный конь · h8 чёрная ладья · a7 чёрная пешка · b7 чёрная пешка · c7 чёрная пешка · f7 чёрная пешка · h7 чёрная пешка · d6 чёрная пешка · g6 чёрная пешка · e5 чёрная пешка · c4 белый слон · e4 белая пешка · g4 чёрный слон · c3 белый конь · f3 белый конь · a2 белая пешка · b2 белая пешка · c2 белая пешка · d2 белая пешка · f2 белая пешка · g2 белая пешка · h2 белая пешка · a1 белая ладья · c1 белый слон · d1 белый ферзь · e1 белый король · h1 белая ладья | a8 чёрная ладья · b8 чёрный конь · d8 чёрный ферзь · e8 чёрный король · f8 чёрный слон · g8 чёрный конь · h8 чёрная ладья · a7 чёрная пешка · b7 чёрная пешка · c7 чёрная пешка · f7 чёрная пешка · h7 чёрная пешка · d6 чёрная пешка · g6 чёрная пешка · e5 чёрная пешка · c4 белый слон · e4 белая пешка · g4 чёрный слон · c3 белый конь · f3 белый конь · a2 белая пешка · b2 белая пешка · c2 белая пешка · d2 белая пешка · f2 белая пешка · g2 белая пешка · h2 белая пешка · a1 белая ладья · c1 белый слон · d1 белый ферзь · e1 белый король · h1 белая ладья | a8 чёрная ладья · b8 чёрный конь · d8 чёрный ферзь · e8 чёрный король · f8 чёрный слон · g8 чёрный конь · h8 чёрная ладья · a7 чёрная пешка · b7 чёрная пешка · c7 чёрная пешка · f7 чёрная пешка · h7 чёрная пешка · d6 чёрная пешка · g6 чёрная пешка · e5 чёрная пешка · c4 белый слон · e4 белая пешка · g4 чёрный слон · c3 белый конь · f3 белый конь · a2 белая пешка · b2 белая пешка · c2 белая пешка · d2 белая пешка · f2 белая пешка · g2 белая пешка · h2 белая пешка · a1 белая ладья · c1 белый слон · d1 белый ферзь · e1 белый король · h1 белая ладья | a8 чёрная ладья · b8 чёрный конь · d8 чёрный ферзь · e8 чёрный король · f8 чёрный слон · g8 чёрный конь · h8 чёрная ладья · a7 чёрная пешка · b7 чёрная пешка · c7 чёрная пешка · f7 чёрная пешка · h7 чёрная пешка · d6 чёрная пешка · g6 чёрная пешка · e5 чёрная пешка · c4 белый слон · e4 белая пешка · g4 чёрный слон · c3 белый конь · f3 белый конь · a2 белая пешка · b2 белая пешка · c2 белая пешка · d2 белая пешка · f2 белая пешка · g2 белая пешка · h2 белая пешка · a1 белая ладья · c1 белый слон · d1 белый ферзь · e1 белый король · h1 белая ладья | a8 чёрная ладья · b8 чёрный конь · d8 чёрный ферзь · e8 чёрный король · f8 чёрный слон · g8 чёрный конь · h8 чёрная ладья · a7 чёрная пешка · b7 чёрная пешка · c7 чёрная пешка · f7 чёрная пешка · h7 чёрная пешка · d6 чёрная пешка · g6 чёрная пешка · e5 чёрная пешка · c4 белый слон · e4 белая пешка · g4 чёрный слон · c3 белый конь · f3 белый конь · a2 белая пешка · b2 белая пешка · c2 белая пешка · d2 белая пешка · f2 белая пешка · g2 белая пешка · h2 белая пешка · a1 белая ладья · c1 белый слон · d1 белый ферзь · e1 белый король · h1 белая ладья | a8 чёрная ладья · b8 чёрный конь · d8 чёрный ферзь · e8 чёрный король · f8 чёрный слон · g8 чёрный конь · h8 чёрная ладья · a7 чёрная пешка · b7 чёрная пешка · c7 чёрная пешка · f7 чёрная пешка · h7 чёрная пешка · d6 чёрная пешка · g6 чёрная пешка · e5 чёрная пешка · c4 белый слон · e4 белая пешка · g4 чёрный слон · c3 белый конь · f3 белый конь · a2 белая пешка · b2 белая пешка · c2 белая пешка · d2 белая пешка · f2 белая пешка · g2 белая пешка · h2 белая пешка · a1 белая ладья · c1 белый слон · d1 белый ферзь · e1 белый король · h1 белая ладья | a8 чёрная ладья · b8 чёрный конь · d8 чёрный ферзь · e8 чёрный король · f8 чёрный слон · g8 чёрный конь · h8 чёрная ладья · a7 чёрная пешка · b7 чёрная пешка · c7 чёрная пешка · f7 чёрная пешка · h7 чёрная пешка · d6 чёрная пешка · g6 чёрная пешка · e5 чёрная пешка · c4 белый слон · e4 белая пешка · g4 чёрный слон · c3 белый конь · f3 белый конь · a2 белая пешка · b2 белая пешка · c2 белая пешка · d2 белая пешка · f2 белая пешка · g2 белая пешка · h2 белая пешка · a1 белая ладья · c1 белый слон · d1 белый ферзь · e1 белый король · h1 белая ладья | a8 чёрная ладья · b8 чёрный конь · d8 чёрный ферзь · e8 чёрный король · f8 чёрный слон · g8 чёрный конь · h8 чёрная ладья · a7 чёрная пешка · b7 чёрная пешка · c7 чёрная пешка · f7 чёрная пешка · h7 чёрная пешка · d6 чёрная пешка · g6 чёрная пешка · e5 чёрная пешка · c4 белый слон · e4 белая пешка · g4 чёрный слон · c3 белый конь · f3 белый конь · a2 белая пешка · b2 белая пешка · c2 белая пешка · d2 белая пешка · f2 белая пешка · g2 белая пешка · h2 белая пешка · a1 белая ладья · c1 белый слон · d1 белый ферзь · e1 белый король · h1 белая ладья | 6 |
| 5 | a8 чёрная ладья · b8 чёрный конь · d8 чёрный ферзь · e8 чёрный король · f8 чёрный слон · g8 чёрный конь · h8 чёрная ладья · a7 чёрная пешка · b7 чёрная пешка · c7 чёрная пешка · f7 чёрная пешка · h7 чёрная пешка · d6 чёрная пешка · g6 чёрная пешка · e5 чёрная пешка · c4 белый слон · e4 белая пешка · g4 чёрный слон · c3 белый конь · f3 белый конь · a2 белая пешка · b2 белая пешка · c2 белая пешка · d2 белая пешка · f2 белая пешка · g2 белая пешка · h2 белая пешка · a1 белая ладья · c1 белый слон · d1 белый ферзь · e1 белый король · h1 белая ладья | a8 чёрная ладья · b8 чёрный конь · d8 чёрный ферзь · e8 чёрный король · f8 чёрный слон · g8 чёрный конь · h8 чёрная ладья · a7 чёрная пешка · b7 чёрная пешка · c7 чёрная пешка · f7 чёрная пешка · h7 чёрная пешка · d6 чёрная пешка · g6 чёрная пешка · e5 чёрная пешка · c4 белый слон · e4 белая пешка · g4 чёрный слон · c3 белый конь · f3 белый конь · a2 белая пешка · b2 белая пешка · c2 белая пешка · d2 белая пешка · f2 белая пешка · g2 белая пешка · h2 белая пешка · a1 белая ладья · c1 белый слон · d1 белый ферзь · e1 белый король · h1 белая ладья | a8 чёрная ладья · b8 чёрный конь · d8 чёрный ферзь · e8 чёрный король · f8 чёрный слон · g8 чёрный конь · h8 чёрная ладья · a7 чёрная пешка · b7 чёрная пешка · c7 чёрная пешка · f7 чёрная пешка · h7 чёрная пешка · d6 чёрная пешка · g6 чёрная пешка · e5 чёрная пешка · c4 белый слон · e4 белая пешка · g4 чёрный слон · c3 белый конь · f3 белый конь · a2 белая пешка · b2 белая пешка · c2 белая пешка · d2 белая пешка · f2 белая пешка · g2 белая пешка · h2 белая пешка · a1 белая ладья · c1 белый слон · d1 белый ферзь · e1 белый король · h1 белая ладья | a8 чёрная ладья · b8 чёрный конь · d8 чёрный ферзь · e8 чёрный король · f8 чёрный слон · g8 чёрный конь · h8 чёрная ладья · a7 чёрная пешка · b7 чёрная пешка · c7 чёрная пешка · f7 чёрная пешка · h7 чёрная пешка · d6 чёрная пешка · g6 чёрная пешка · e5 чёрная пешка · c4 белый слон · e4 белая пешка · g4 чёрный слон · c3 белый конь · f3 белый конь · a2 белая пешка · b2 белая пешка · c2 белая пешка · d2 белая пешка · f2 белая пешка · g2 белая пешка · h2 белая пешка · a1 белая ладья · c1 белый слон · d1 белый ферзь · e1 белый король · h1 белая ладья | a8 чёрная ладья · b8 чёрный конь · d8 чёрный ферзь · e8 чёрный король · f8 чёрный слон · g8 чёрный конь · h8 чёрная ладья · a7 чёрная пешка · b7 чёрная пешка · c7 чёрная пешка · f7 чёрная пешка · h7 чёрная пешка · d6 чёрная пешка · g6 чёрная пешка · e5 чёрная пешка · c4 белый слон · e4 белая пешка · g4 чёрный слон · c3 белый конь · f3 белый конь · a2 белая пешка · b2 белая пешка · c2 белая пешка · d2 белая пешка · f2 белая пешка · g2 белая пешка · h2 белая пешка · a1 белая ладья · c1 белый слон · d1 белый ферзь · e1 белый король · h1 белая ладья | a8 чёрная ладья · b8 чёрный конь · d8 чёрный ферзь · e8 чёрный король · f8 чёрный слон · g8 чёрный конь · h8 чёрная ладья · a7 чёрная пешка · b7 чёрная пешка · c7 чёрная пешка · f7 чёрная пешка · h7 чёрная пешка · d6 чёрная пешка · g6 чёрная пешка · e5 чёрная пешка · c4 белый слон · e4 белая пешка · g4 чёрный слон · c3 белый конь · f3 белый конь · a2 белая пешка · b2 белая пешка · c2 белая пешка · d2 белая пешка · f2 белая пешка · g2 белая пешка · h2 белая пешка · a1 белая ладья · c1 белый слон · d1 белый ферзь · e1 белый король · h1 белая ладья | a8 чёрная ладья · b8 чёрный конь · d8 чёрный ферзь · e8 чёрный король · f8 чёрный слон · g8 чёрный конь · h8 чёрная ладья · a7 чёрная пешка · b7 чёрная пешка · c7 чёрная пешка · f7 чёрная пешка · h7 чёрная пешка · d6 чёрная пешка · g6 чёрная пешка · e5 чёрная пешка · c4 белый слон · e4 белая пешка · g4 чёрный слон · c3 белый конь · f3 белый конь · a2 белая пешка · b2 белая пешка · c2 белая пешка · d2 белая пешка · f2 белая пешка · g2 белая пешка · h2 белая пешка · a1 белая ладья · c1 белый слон · d1 белый ферзь · e1 белый король · h1 белая ладья | a8 чёрная ладья · b8 чёрный конь · d8 чёрный ферзь · e8 чёрный король · f8 чёрный слон · g8 чёрный конь · h8 чёрная ладья · a7 чёрная пешка · b7 чёрная пешка · c7 чёрная пешка · f7 чёрная пешка · h7 чёрная пешка · d6 чёрная пешка · g6 чёрная пешка · e5 чёрная пешка · c4 белый слон · e4 белая пешка · g4 чёрный слон · c3 белый конь · f3 белый конь · a2 белая пешка · b2 белая пешка · c2 белая пешка · d2 белая пешка · f2 белая пешка · g2 белая пешка · h2 белая пешка · a1 белая ладья · c1 белый слон · d1 белый ферзь · e1 белый король · h1 белая ладья | 5 |
| 4 | a8 чёрная ладья · b8 чёрный конь · d8 чёрный ферзь · e8 чёрный король · f8 чёрный слон · g8 чёрный конь · h8 чёрная ладья · a7 чёрная пешка · b7 чёрная пешка · c7 чёрная пешка · f7 чёрная пешка · h7 чёрная пешка · d6 чёрная пешка · g6 чёрная пешка · e5 чёрная пешка · c4 белый слон · e4 белая пешка · g4 чёрный слон · c3 белый конь · f3 белый конь · a2 белая пешка · b2 белая пешка · c2 белая пешка · d2 белая пешка · f2 белая пешка · g2 белая пешка · h2 белая пешка · a1 белая ладья · c1 белый слон · d1 белый ферзь · e1 белый король · h1 белая ладья | a8 чёрная ладья · b8 чёрный конь · d8 чёрный ферзь · e8 чёрный король · f8 чёрный слон · g8 чёрный конь · h8 чёрная ладья · a7 чёрная пешка · b7 чёрная пешка · c7 чёрная пешка · f7 чёрная пешка · h7 чёрная пешка · d6 чёрная пешка · g6 чёрная пешка · e5 чёрная пешка · c4 белый слон · e4 белая пешка · g4 чёрный слон · c3 белый конь · f3 белый конь · a2 белая пешка · b2 белая пешка · c2 белая пешка · d2 белая пешка · f2 белая пешка · g2 белая пешка · h2 белая пешка · a1 белая ладья · c1 белый слон · d1 белый ферзь · e1 белый король · h1 белая ладья | a8 чёрная ладья · b8 чёрный конь · d8 чёрный ферзь · e8 чёрный король · f8 чёрный слон · g8 чёрный конь · h8 чёрная ладья · a7 чёрная пешка · b7 чёрная пешка · c7 чёрная пешка · f7 чёрная пешка · h7 чёрная пешка · d6 чёрная пешка · g6 чёрная пешка · e5 чёрная пешка · c4 белый слон · e4 белая пешка · g4 чёрный слон · c3 белый конь · f3 белый конь · a2 белая пешка · b2 белая пешка · c2 белая пешка · d2 белая пешка · f2 белая пешка · g2 белая пешка · h2 белая пешка · a1 белая ладья · c1 белый слон · d1 белый ферзь · e1 белый король · h1 белая ладья | a8 чёрная ладья · b8 чёрный конь · d8 чёрный ферзь · e8 чёрный король · f8 чёрный слон · g8 чёрный конь · h8 чёрная ладья · a7 чёрная пешка · b7 чёрная пешка · c7 чёрная пешка · f7 чёрная пешка · h7 чёрная пешка · d6 чёрная пешка · g6 чёрная пешка · e5 чёрная пешка · c4 белый слон · e4 белая пешка · g4 чёрный слон · c3 белый конь · f3 белый конь · a2 белая пешка · b2 белая пешка · c2 белая пешка · d2 белая пешка · f2 белая пешка · g2 белая пешка · h2 белая пешка · a1 белая ладья · c1 белый слон · d1 белый ферзь · e1 белый король · h1 белая ладья | a8 чёрная ладья · b8 чёрный конь · d8 чёрный ферзь · e8 чёрный король · f8 чёрный слон · g8 чёрный конь · h8 чёрная ладья · a7 чёрная пешка · b7 чёрная пешка · c7 чёрная пешка · f7 чёрная пешка · h7 чёрная пешка · d6 чёрная пешка · g6 чёрная пешка · e5 чёрная пешка · c4 белый слон · e4 белая пешка · g4 чёрный слон · c3 белый конь · f3 белый конь · a2 белая пешка · b2 белая пешка · c2 белая пешка · d2 белая пешка · f2 белая пешка · g2 белая пешка · h2 белая пешка · a1 белая ладья · c1 белый слон · d1 белый ферзь · e1 белый король · h1 белая ладья | a8 чёрная ладья · b8 чёрный конь · d8 чёрный ферзь · e8 чёрный король · f8 чёрный слон · g8 чёрный конь · h8 чёрная ладья · a7 чёрная пешка · b7 чёрная пешка · c7 чёрная пешка · f7 чёрная пешка · h7 чёрная пешка · d6 чёрная пешка · g6 чёрная пешка · e5 чёрная пешка · c4 белый слон · e4 белая пешка · g4 чёрный слон · c3 белый конь · f3 белый конь · a2 белая пешка · b2 белая пешка · c2 белая пешка · d2 белая пешка · f2 белая пешка · g2 белая пешка · h2 белая пешка · a1 белая ладья · c1 белый слон · d1 белый ферзь · e1 белый король · h1 белая ладья | a8 чёрная ладья · b8 чёрный конь · d8 чёрный ферзь · e8 чёрный король · f8 чёрный слон · g8 чёрный конь · h8 чёрная ладья · a7 чёрная пешка · b7 чёрная пешка · c7 чёрная пешка · f7 чёрная пешка · h7 чёрная пешка · d6 чёрная пешка · g6 чёрная пешка · e5 чёрная пешка · c4 белый слон · e4 белая пешка · g4 чёрный слон · c3 белый конь · f3 белый конь · a2 белая пешка · b2 белая пешка · c2 белая пешка · d2 белая пешка · f2 белая пешка · g2 белая пешка · h2 белая пешка · a1 белая ладья · c1 белый слон · d1 белый ферзь · e1 белый король · h1 белая ладья | a8 чёрная ладья · b8 чёрный конь · d8 чёрный ферзь · e8 чёрный король · f8 чёрный слон · g8 чёрный конь · h8 чёрная ладья · a7 чёрная пешка · b7 чёрная пешка · c7 чёрная пешка · f7 чёрная пешка · h7 чёрная пешка · d6 чёрная пешка · g6 чёрная пешка · e5 чёрная пешка · c4 белый слон · e4 белая пешка · g4 чёрный слон · c3 белый конь · f3 белый конь · a2 белая пешка · b2 белая пешка · c2 белая пешка · d2 белая пешка · f2 белая пешка · g2 белая пешка · h2 белая пешка · a1 белая ладья · c1 белый слон · d1 белый ферзь · e1 белый король · h1 белая ладья | 4 |
| 3 | a8 чёрная ладья · b8 чёрный конь · d8 чёрный ферзь · e8 чёрный король · f8 чёрный слон · g8 чёрный конь · h8 чёрная ладья · a7 чёрная пешка · b7 чёрная пешка · c7 чёрная пешка · f7 чёрная пешка · h7 чёрная пешка · d6 чёрная пешка · g6 чёрная пешка · e5 чёрная пешка · c4 белый слон · e4 белая пешка · g4 чёрный слон · c3 белый конь · f3 белый конь · a2 белая пешка · b2 белая пешка · c2 белая пешка · d2 белая пешка · f2 белая пешка · g2 белая пешка · h2 белая пешка · a1 белая ладья · c1 белый слон · d1 белый ферзь · e1 белый король · h1 белая ладья | a8 чёрная ладья · b8 чёрный конь · d8 чёрный ферзь · e8 чёрный король · f8 чёрный слон · g8 чёрный конь · h8 чёрная ладья · a7 чёрная пешка · b7 чёрная пешка · c7 чёрная пешка · f7 чёрная пешка · h7 чёрная пешка · d6 чёрная пешка · g6 чёрная пешка · e5 чёрная пешка · c4 белый слон · e4 белая пешка · g4 чёрный слон · c3 белый конь · f3 белый конь · a2 белая пешка · b2 белая пешка · c2 белая пешка · d2 белая пешка · f2 белая пешка · g2 белая пешка · h2 белая пешка · a1 белая ладья · c1 белый слон · d1 белый ферзь · e1 белый король · h1 белая ладья | a8 чёрная ладья · b8 чёрный конь · d8 чёрный ферзь · e8 чёрный король · f8 чёрный слон · g8 чёрный конь · h8 чёрная ладья · a7 чёрная пешка · b7 чёрная пешка · c7 чёрная пешка · f7 чёрная пешка · h7 чёрная пешка · d6 чёрная пешка · g6 чёрная пешка · e5 чёрная пешка · c4 белый слон · e4 белая пешка · g4 чёрный слон · c3 белый конь · f3 белый конь · a2 белая пешка · b2 белая пешка · c2 белая пешка · d2 белая пешка · f2 белая пешка · g2 белая пешка · h2 белая пешка · a1 белая ладья · c1 белый слон · d1 белый ферзь · e1 белый король · h1 белая ладья | a8 чёрная ладья · b8 чёрный конь · d8 чёрный ферзь · e8 чёрный король · f8 чёрный слон · g8 чёрный конь · h8 чёрная ладья · a7 чёрная пешка · b7 чёрная пешка · c7 чёрная пешка · f7 чёрная пешка · h7 чёрная пешка · d6 чёрная пешка · g6 чёрная пешка · e5 чёрная пешка · c4 белый слон · e4 белая пешка · g4 чёрный слон · c3 белый конь · f3 белый конь · a2 белая пешка · b2 белая пешка · c2 белая пешка · d2 белая пешка · f2 белая пешка · g2 белая пешка · h2 белая пешка · a1 белая ладья · c1 белый слон · d1 белый ферзь · e1 белый король · h1 белая ладья | a8 чёрная ладья · b8 чёрный конь · d8 чёрный ферзь · e8 чёрный король · f8 чёрный слон · g8 чёрный конь · h8 чёрная ладья · a7 чёрная пешка · b7 чёрная пешка · c7 чёрная пешка · f7 чёрная пешка · h7 чёрная пешка · d6 чёрная пешка · g6 чёрная пешка · e5 чёрная пешка · c4 белый слон · e4 белая пешка · g4 чёрный слон · c3 белый конь · f3 белый конь · a2 белая пешка · b2 белая пешка · c2 белая пешка · d2 белая пешка · f2 белая пешка · g2 белая пешка · h2 белая пешка · a1 белая ладья · c1 белый слон · d1 белый ферзь · e1 белый король · h1 белая ладья | a8 чёрная ладья · b8 чёрный конь · d8 чёрный ферзь · e8 чёрный король · f8 чёрный слон · g8 чёрный конь · h8 чёрная ладья · a7 чёрная пешка · b7 чёрная пешка · c7 чёрная пешка · f7 чёрная пешка · h7 чёрная пешка · d6 чёрная пешка · g6 чёрная пешка · e5 чёрная пешка · c4 белый слон · e4 белая пешка · g4 чёрный слон · c3 белый конь · f3 белый конь · a2 белая пешка · b2 белая пешка · c2 белая пешка · d2 белая пешка · f2 белая пешка · g2 белая пешка · h2 белая пешка · a1 белая ладья · c1 белый слон · d1 белый ферзь · e1 белый король · h1 белая ладья | a8 чёрная ладья · b8 чёрный конь · d8 чёрный ферзь · e8 чёрный король · f8 чёрный слон · g8 чёрный конь · h8 чёрная ладья · a7 чёрная пешка · b7 чёрная пешка · c7 чёрная пешка · f7 чёрная пешка · h7 чёрная пешка · d6 чёрная пешка · g6 чёрная пешка · e5 чёрная пешка · c4 белый слон · e4 белая пешка · g4 чёрный слон · c3 белый конь · f3 белый конь · a2 белая пешка · b2 белая пешка · c2 белая пешка · d2 белая пешка · f2 белая пешка · g2 белая пешка · h2 белая пешка · a1 белая ладья · c1 белый слон · d1 белый ферзь · e1 белый король · h1 белая ладья | a8 чёрная ладья · b8 чёрный конь · d8 чёрный ферзь · e8 чёрный король · f8 чёрный слон · g8 чёрный конь · h8 чёрная ладья · a7 чёрная пешка · b7 чёрная пешка · c7 чёрная пешка · f7 чёрная пешка · h7 чёрная пешка · d6 чёрная пешка · g6 чёрная пешка · e5 чёрная пешка · c4 белый слон · e4 белая пешка · g4 чёрный слон · c3 белый конь · f3 белый конь · a2 белая пешка · b2 белая пешка · c2 белая пешка · d2 белая пешка · f2 белая пешка · g2 белая пешка · h2 белая пешка · a1 белая ладья · c1 белый слон · d1 белый ферзь · e1 белый король · h1 белая ладья | 3 |
| 2 | a8 чёрная ладья · b8 чёрный конь · d8 чёрный ферзь · e8 чёрный король · f8 чёрный слон · g8 чёрный конь · h8 чёрная ладья · a7 чёрная пешка · b7 чёрная пешка · c7 чёрная пешка · f7 чёрная пешка · h7 чёрная пешка · d6 чёрная пешка · g6 чёрная пешка · e5 чёрная пешка · c4 белый слон · e4 белая пешка · g4 чёрный слон · c3 белый конь · f3 белый конь · a2 белая пешка · b2 белая пешка · c2 белая пешка · d2 белая пешка · f2 белая пешка · g2 белая пешка · h2 белая пешка · a1 белая ладья · c1 белый слон · d1 белый ферзь · e1 белый король · h1 белая ладья | a8 чёрная ладья · b8 чёрный конь · d8 чёрный ферзь · e8 чёрный король · f8 чёрный слон · g8 чёрный конь · h8 чёрная ладья · a7 чёрная пешка · b7 чёрная пешка · c7 чёрная пешка · f7 чёрная пешка · h7 чёрная пешка · d6 чёрная пешка · g6 чёрная пешка · e5 чёрная пешка · c4 белый слон · e4 белая пешка · g4 чёрный слон · c3 белый конь · f3 белый конь · a2 белая пешка · b2 белая пешка · c2 белая пешка · d2 белая пешка · f2 белая пешка · g2 белая пешка · h2 белая пешка · a1 белая ладья · c1 белый слон · d1 белый ферзь · e1 белый король · h1 белая ладья | a8 чёрная ладья · b8 чёрный конь · d8 чёрный ферзь · e8 чёрный король · f8 чёрный слон · g8 чёрный конь · h8 чёрная ладья · a7 чёрная пешка · b7 чёрная пешка · c7 чёрная пешка · f7 чёрная пешка · h7 чёрная пешка · d6 чёрная пешка · g6 чёрная пешка · e5 чёрная пешка · c4 белый слон · e4 белая пешка · g4 чёрный слон · c3 белый конь · f3 белый конь · a2 белая пешка · b2 белая пешка · c2 белая пешка · d2 белая пешка · f2 белая пешка · g2 белая пешка · h2 белая пешка · a1 белая ладья · c1 белый слон · d1 белый ферзь · e1 белый король · h1 белая ладья | a8 чёрная ладья · b8 чёрный конь · d8 чёрный ферзь · e8 чёрный король · f8 чёрный слон · g8 чёрный конь · h8 чёрная ладья · a7 чёрная пешка · b7 чёрная пешка · c7 чёрная пешка · f7 чёрная пешка · h7 чёрная пешка · d6 чёрная пешка · g6 чёрная пешка · e5 чёрная пешка · c4 белый слон · e4 белая пешка · g4 чёрный слон · c3 белый конь · f3 белый конь · a2 белая пешка · b2 белая пешка · c2 белая пешка · d2 белая пешка · f2 белая пешка · g2 белая пешка · h2 белая пешка · a1 белая ладья · c1 белый слон · d1 белый ферзь · e1 белый король · h1 белая ладья | a8 чёрная ладья · b8 чёрный конь · d8 чёрный ферзь · e8 чёрный король · f8 чёрный слон · g8 чёрный конь · h8 чёрная ладья · a7 чёрная пешка · b7 чёрная пешка · c7 чёрная пешка · f7 чёрная пешка · h7 чёрная пешка · d6 чёрная пешка · g6 чёрная пешка · e5 чёрная пешка · c4 белый слон · e4 белая пешка · g4 чёрный слон · c3 белый конь · f3 белый конь · a2 белая пешка · b2 белая пешка · c2 белая пешка · d2 белая пешка · f2 белая пешка · g2 белая пешка · h2 белая пешка · a1 белая ладья · c1 белый слон · d1 белый ферзь · e1 белый король · h1 белая ладья | a8 чёрная ладья · b8 чёрный конь · d8 чёрный ферзь · e8 чёрный король · f8 чёрный слон · g8 чёрный конь · h8 чёрная ладья · a7 чёрная пешка · b7 чёрная пешка · c7 чёрная пешка · f7 чёрная пешка · h7 чёрная пешка · d6 чёрная пешка · g6 чёрная пешка · e5 чёрная пешка · c4 белый слон · e4 белая пешка · g4 чёрный слон · c3 белый конь · f3 белый конь · a2 белая пешка · b2 белая пешка · c2 белая пешка · d2 белая пешка · f2 белая пешка · g2 белая пешка · h2 белая пешка · a1 белая ладья · c1 белый слон · d1 белый ферзь · e1 белый король · h1 белая ладья | a8 чёрная ладья · b8 чёрный конь · d8 чёрный ферзь · e8 чёрный король · f8 чёрный слон · g8 чёрный конь · h8 чёрная ладья · a7 чёрная пешка · b7 чёрная пешка · c7 чёрная пешка · f7 чёрная пешка · h7 чёрная пешка · d6 чёрная пешка · g6 чёрная пешка · e5 чёрная пешка · c4 белый слон · e4 белая пешка · g4 чёрный слон · c3 белый конь · f3 белый конь · a2 белая пешка · b2 белая пешка · c2 белая пешка · d2 белая пешка · f2 белая пешка · g2 белая пешка · h2 белая пешка · a1 белая ладья · c1 белый слон · d1 белый ферзь · e1 белый король · h1 белая ладья | a8 чёрная ладья · b8 чёрный конь · d8 чёрный ферзь · e8 чёрный король · f8 чёрный слон · g8 чёрный конь · h8 чёрная ладья · a7 чёрная пешка · b7 чёрная пешка · c7 чёрная пешка · f7 чёрная пешка · h7 чёрная пешка · d6 чёрная пешка · g6 чёрная пешка · e5 чёрная пешка · c4 белый слон · e4 белая пешка · g4 чёрный слон · c3 белый конь · f3 белый конь · a2 белая пешка · b2 белая пешка · c2 белая пешка · d2 белая пешка · f2 белая пешка · g2 белая пешка · h2 белая пешка · a1 белая ладья · c1 белый слон · d1 белый ферзь · e1 белый король · h1 белая ладья | 2 |
| 1 | a8 чёрная ладья · b8 чёрный конь · d8 чёрный ферзь · e8 чёрный король · f8 чёрный слон · g8 чёрный конь · h8 чёрная ладья · a7 чёрная пешка · b7 чёрная пешка · c7 чёрная пешка · f7 чёрная пешка · h7 чёрная пешка · d6 чёрная пешка · g6 чёрная пешка · e5 чёрная пешка · c4 белый слон · e4 белая пешка · g4 чёрный слон · c3 белый конь · f3 белый конь · a2 белая пешка · b2 белая пешка · c2 белая пешка · d2 белая пешка · f2 белая пешка · g2 белая пешка · h2 белая пешка · a1 белая ладья · c1 белый слон · d1 белый ферзь · e1 белый король · h1 белая ладья | a8 чёрная ладья · b8 чёрный конь · d8 чёрный ферзь · e8 чёрный король · f8 чёрный слон · g8 чёрный конь · h8 чёрная ладья · a7 чёрная пешка · b7 чёрная пешка · c7 чёрная пешка · f7 чёрная пешка · h7 чёрная пешка · d6 чёрная пешка · g6 чёрная пешка · e5 чёрная пешка · c4 белый слон · e4 белая пешка · g4 чёрный слон · c3 белый конь · f3 белый конь · a2 белая пешка · b2 белая пешка · c2 белая пешка · d2 белая пешка · f2 белая пешка · g2 белая пешка · h2 белая пешка · a1 белая ладья · c1 белый слон · d1 белый ферзь · e1 белый король · h1 белая ладья | a8 чёрная ладья · b8 чёрный конь · d8 чёрный ферзь · e8 чёрный король · f8 чёрный слон · g8 чёрный конь · h8 чёрная ладья · a7 чёрная пешка · b7 чёрная пешка · c7 чёрная пешка · f7 чёрная пешка · h7 чёрная пешка · d6 чёрная пешка · g6 чёрная пешка · e5 чёрная пешка · c4 белый слон · e4 белая пешка · g4 чёрный слон · c3 белый конь · f3 белый конь · a2 белая пешка · b2 белая пешка · c2 белая пешка · d2 белая пешка · f2 белая пешка · g2 белая пешка · h2 белая пешка · a1 белая ладья · c1 белый слон · d1 белый ферзь · e1 белый король · h1 белая ладья | a8 чёрная ладья · b8 чёрный конь · d8 чёрный ферзь · e8 чёрный король · f8 чёрный слон · g8 чёрный конь · h8 чёрная ладья · a7 чёрная пешка · b7 чёрная пешка · c7 чёрная пешка · f7 чёрная пешка · h7 чёрная пешка · d6 чёрная пешка · g6 чёрная пешка · e5 чёрная пешка · c4 белый слон · e4 белая пешка · g4 чёрный слон · c3 белый конь · f3 белый конь · a2 белая пешка · b2 белая пешка · c2 белая пешка · d2 белая пешка · f2 белая пешка · g2 белая пешка · h2 белая пешка · a1 белая ладья · c1 белый слон · d1 белый ферзь · e1 белый король · h1 белая ладья | a8 чёрная ладья · b8 чёрный конь · d8 чёрный ферзь · e8 чёрный король · f8 чёрный слон · g8 чёрный конь · h8 чёрная ладья · a7 чёрная пешка · b7 чёрная пешка · c7 чёрная пешка · f7 чёрная пешка · h7 чёрная пешка · d6 чёрная пешка · g6 чёрная пешка · e5 чёрная пешка · c4 белый слон · e4 белая пешка · g4 чёрный слон · c3 белый конь · f3 белый конь · a2 белая пешка · b2 белая пешка · c2 белая пешка · d2 белая пешка · f2 белая пешка · g2 белая пешка · h2 белая пешка · a1 белая ладья · c1 белый слон · d1 белый ферзь · e1 белый король · h1 белая ладья | a8 чёрная ладья · b8 чёрный конь · d8 чёрный ферзь · e8 чёрный король · f8 чёрный слон · g8 чёрный конь · h8 чёрная ладья · a7 чёрная пешка · b7 чёрная пешка · c7 чёрная пешка · f7 чёрная пешка · h7 чёрная пешка · d6 чёрная пешка · g6 чёрная пешка · e5 чёрная пешка · c4 белый слон · e4 белая пешка · g4 чёрный слон · c3 белый конь · f3 белый конь · a2 белая пешка · b2 белая пешка · c2 белая пешка · d2 белая пешка · f2 белая пешка · g2 белая пешка · h2 белая пешка · a1 белая ладья · c1 белый слон · d1 белый ферзь · e1 белый король · h1 белая ладья | a8 чёрная ладья · b8 чёрный конь · d8 чёрный ферзь · e8 чёрный король · f8 чёрный слон · g8 чёрный конь · h8 чёрная ладья · a7 чёрная пешка · b7 чёрная пешка · c7 чёрная пешка · f7 чёрная пешка · h7 чёрная пешка · d6 чёрная пешка · g6 чёрная пешка · e5 чёрная пешка · c4 белый слон · e4 белая пешка · g4 чёрный слон · c3 белый конь · f3 белый конь · a2 белая пешка · b2 белая пешка · c2 белая пешка · d2 белая пешка · f2 белая пешка · g2 белая пешка · h2 белая пешка · a1 белая ладья · c1 белый слон · d1 белый ферзь · e1 белый король · h1 белая ладья | a8 чёрная ладья · b8 чёрный конь · d8 чёрный ферзь · e8 чёрный король · f8 чёрный слон · g8 чёрный конь · h8 чёрная ладья · a7 чёрная пешка · b7 чёрная пешка · c7 чёрная пешка · f7 чёрная пешка · h7 чёрная пешка · d6 чёрная пешка · g6 чёрная пешка · e5 чёрная пешка · c4 белый слон · e4 белая пешка · g4 чёрный слон · c3 белый конь · f3 белый конь · a2 белая пешка · b2 белая пешка · c2 белая пешка · d2 белая пешка · f2 белая пешка · g2 белая пешка · h2 белая пешка · a1 белая ладья · c1 белый слон · d1 белый ферзь · e1 белый король · h1 белая ладья | 1 |
|   | a | b | c | d | e | f | g | h |   |